# Réseau liO Arc-en-Ciel
Pour les articles homonymes, voir Arc-en-ciel (homonymie).
Ne doit pas être confondu avec Arc-en-Ciel (réseau interurbain du Nord).
Le réseau liO Arc-en-Ciel (anciennement simplement réseau Arc-en-Ciel) est un réseau de cars interurbains qui couvre 341 communes de Haute-Garonne (soit près des trois quarts), mais aussi quelques villes du Tarn-et-Garonne, de l'Ariège, du Gers et même une commune d'Espagne. En tout, 55 lignes régulières desservent le département, dont 4 lignes express (nommées Hop!), 8 navettes SNCF et 2 navettes péri-urbaines. Le réseau est supprimé le 1er janvier 2022 et fusionné avec le réseau régional liO.
Le réseau est séparé en deux zones : une autour de Toulouse, au nord, l'autre autour de Saint-Gaudens, au sud. L'essentiel des lignes se trouve au nord de la Haute-Garonne, et dessert Toulouse, sa banlieue et son aire urbaine. Mais des communes rurales sont aussi desservies. Certaines lignes sont aussi partiellement ou totalement utilisées dans le cadre des transports scolaires vers les lycées de Haute-Garonne.
La création, la gestion et le financement des lignes sont gérés par le département de la Haute-Garonne. Mais, à partir de septembre 2018, cette gestion est déléguée à la région Occitanie, dans le cadre de la loi NOTRe, pour une unification des réseaux interurbains de la région, à travers les Lignes intermodales d'Occitanie. L'exploitation du réseau varie selon les lignes : la majorité d'entre elles sont exploitées par la Régie Départementale des Transports de la Haute-Garonne (RDT31), mais on compte aussi quelques opérateurs privés, dont Keolis.

## Histoire

### Débuts
En 1935, la Société des transports en commun de la région toulousaine (STCRT) propose une nouvelle convention au conseil général. Elle vise à exploiter deux lignes existantes non plus par un tramway mais par des autobus. En effet certaines lignes de tramways sont en très mauvais état et leur exploitation devient de plus en plus compliquée. Ainsi dans un souci d'amélioration de la desserte mais aussi d'économie, la session du 16 mai 1935 du conseil général de la Haute-Garonne valide la transformation des deux lignes suivantes :
- la ligne de tramway d'Esquirol à « Braqueville » (ancien nom de l'hôpital Gérard-Marchant). Cette ligne construite pendant la guerre est dans un état déplorable. Elle dessert pourtant en plus de l'hôpital la cité industrielle de l'Office National Industriel de l'Azote (qui deviendra plus tard l'usine AZF). De plus cette ligne se situe sur l'ancienne route nationale 20 et des autobus la parcourent déjà[1] ;
- la ligne de tramway de la gare de « Bayard » (gare Matabiau) à Castanet-Tolosan. Cette ligne de tramway est assez atypique : la compagnie des chemins de fer du Midi n'ayant pas autorisé la traversée des voies ferrées au niveau de la gare Saint-Agne, la ligne est exploitée en deux sous-lignes avec une correspondance à pied pour traverser les voies ferrées.

### Mise en place progressive
Dans les années 1990, les transports en commun toulousains transportent 70 millions de passagers (1988-1990).
En 1984, la gratuité des transports scolaires est décidée par le Conseil Général.
En 1988, la marque « Arc-en-Ciel » est créée par le Conseil Général de Haute-Garonne.
Le réseau a subi à de nombreuses reprises des réorganisations ou des créations et suppressions de lignes :
- en juin 2007, à l'occasion de l'ouverture de la ligne B du métro toulousain, le réseau est réorganisé : deux lignes sont créées, cinq lignes sont supprimées et le trajet de certaines lignes est soit raccourci, soit rallongé ;
- entre 2008 et 2013, quatre lignes « express » sont créées, toutes quatre ayant pour départ une ville jusque-là mal desservie, avec pour terminus une station du métro toulousain ;
- en 2010, deux lignes sont supprimées et le trajet de deux lignes est modifié ;
- en 2013, une ligne est supprimée au profit du réseau Tisséo et sept lignes voient leur parcours modifié.

En 2014, 1,7 million de voyages ont été effectuées sur le réseau.

### Une évolution qui pose question
D'après un rapport du conseil départemental, en 2017, le réseau a enregistré 1 745 000 voyageurs, une fréquentation stable par rapport à 2016. Cependant, il a été constaté à la même date une baisse de fréquentation de 3 % des voyageurs scolaires, en raison de l'ouverture des lycées de Villefranche-de-Lauragais et Pibrac. En revanche, on constate une évolution de l'ordre de 3 % également des voyages commerciaux. Ainsi, en 2017, ces voyages commerciaux représentaient 988 100 voyageurs, soit 56,6 % d'entre eux sur le réseau.
Le 16 décembre 2017, la commission d'enquête sur le projet mobilités 2020-2025-2030 de Tisséo demande la mise en place en urgence de tarifs communs (abonnements et tickets) aux réseaux Arc-en-Ciel, Tisséo et TER Occitanie.
Il est prévu de mettre au débat le renforcement au quart-d'heure des cadences sur les lignes express, l'amélioration de l'information au public via une application dédiée, le développement du covoiturage, la mise en service de 2 ou 3 nouvelles lignes express, la mise en place de lignes structurantes dans le Comminges et enfin le renforcement des services les samedis et dimanches.
En 2019, dans le cadre de l'unification des réseaux de transports interurbains sur la région Occitanie, les lignes du réseau Arc-en-Ciel sont renommées. Elles s'appellent désormais toutes par des numéros entre 300 et 399, y compris les navettes SNCF et péri-urbaines. Les lignes Hop! sont aussi concernées : par exemple, la ligne Hop!1 est renommée en ligne Hop!301. Cela évite les doublons de numéros de lignes au niveau régional, comme l'actuelle ligne 5, qui existe sur le réseau haut-garonnais mais aussi de l'Aude. Les navettes SNCF changent de nom en juillet, alors que les autres lignes changent à la rentrée scolaire de septembre.

### Fusion avec le réseau liO
Dans le cadre de la loi NOTRe, la région Occitanie devient compétente en matière de transport en commun à la place des départements. De ce fait, depuis septembre 2018, le réseau Arc-en-Ciel dépend du réseau régional liO. Il est cependant toujours exploité par le conseil départemental dans le cadre d'une prolongation de délégation jusqu'au 1er janvier 2022, date où il est fusionné avec le réseau. Le réseau liO Arc-en-Ciel est donc supprimé à cette date et devient liO. Cette fusion n'occasionne aucun changement de tarifs ou d'horaires. L'identité visuelle liO, avec des autocars rouge, est progressivement étendue au matériel roulant du réseau liO Arc-en-Ciel, et le guichet de la gare routière de Toulouse est repris par la région Occitanie.

## Exploitation

### Autorité organisatrice
Depuis la création du réseau, sa gestion est assurée par le Conseil départemental de la Haute-Garonne : c'est l'autorité organisatrice. Elle doit gérer la tarification, l'adaptation de l'offre en fonction des besoins des habitants ou encore réaliser les investissements, comme les achats de bus ou de poteaux d'arrêts par exemple.
Mais, depuis septembre 2018 et le transfert de certaines compétences des départements aux régions dans le cadre de la loi NOTRe (loi portant nouvelle organisation territoriale de la République), le réseau Arc-en-Ciel est regroupé aux autres réseaux interurbains de la région Occitanie, avec la création du réseau des Lignes intermodales d'Occitanie. Cependant, la tarification et la livrée des autocars reste la même pour l'instant : il n'y a pas de changements majeurs opérés et visibles pour les usagers.

### Exploitants
L'exploitation du réseau est majoritairement assurée par la Régie Départementale des Transports de la Haute-Garonne (RDT31), qui gère les lignes les plus fréquentées (notamment la majorité des lignes Hop!). Il s'agit en fait du conseil départemental de la Haute-Garonne qui, à travers la régie, gère ces lignes.
Mais on compte aussi des exploitants privés sur le réseau : en effet, un nombre important d'entre eux gèrent aussi l'exploitation de lignes du réseau :
- L'entreprise nationale Keolis s'occupe de la gestion de quelques lignes, et notamment une ligne express, la ligne Hop!3. On compte aussi l'entreprise Verdié Autocars / Verbus sur quelques rares lignes ;
- Des entreprises locales, comme Boubée (pour la zone de Saint-Gaudens), EPTR (filiale de Négoti Tourisme) ou encore Alcis Transport (qui gère la majorité des navettes SNCF et péri-urbaines).

### Matériel roulant
Les véhicules suivants sont uniquement ceux qui circulent sur les lignes exploitées par la Régie Départementale des Transports (RDT31).
| Caractéristiques       | Caractéristiques                                                    | Photos |
| ---------------------- | ------------------------------------------------------------------- | ------ |
| Irisbus Arway          |                                                                     |        |
| Quantité               | 17                                                                  |        |
| Numéros de parc        | 5702 à 5717 / 5801 à 5808 / 5900                                    |        |
| Mise en service        | 2007 à 2009 (en cours de réforme)                                   |        |
| Mercedes Integro       |                                                                     |        |
| Quantité               | 39                                                                  |        |
| Numéros de parc        | 5901 à 5912 / 6000 à 6004 / 6102 à 6106 / 6201 à 6216 / 6301 à 6302 |        |
| Mise en service        | 2009 à 2013                                                         |        |
| Mercedes Intouro       |                                                                     |        |
| Quantité               | 19                                                                  |        |
| Numéros de parc        | 6303 à 6305 / 6401 à 6410 / 6501 à 6506                             |        |
| Mise en service        | 2013 à 2015                                                         |        |
| Iveco Bus Crossway Pro |                                                                     |        |
| Quantité               | 15                                                                  |        |
| Numéros de parc        | 6507 à 6509 / 6601 à 6605 / 6701 à 6706                             |        |
| Mise en service        | 2015 à 2017                                                         |        |
| Renault Master Novibus |                                                                     |        |
| Quantité               | 3                                                                   |        |
| Numéros de parc        | 6411 à 6413                                                         |        |
| Mise en service        | 2014                                                                |        |

### Informations voyageurs
Dans les autocars, des bandeaux lumineux permettent d'informer les voyageurs du prochain arrêt, du terminus de la ligne, mais aussi du temps estimé avant le départ du terminus ou avant l'arrivée à celui-ci. Des annonces sonores annoncent également le voyageur du prochain arrêt ou de l'arrivée à celui-ci, du temps estimé avant l'arrivée au terminus, et d'éventuelles déviations de la ligne (en cas de travaux ou d’événements).
Il n'existe pas de bornes d'informations voyageurs aux terminus, contrairement à certaines lignes du réseau Tisséo.

### Accidents
Le 4 avril 2017, un accident d'un car du réseau, circulant sur la ligne 356, blesse légèrement cinq personnes. L'accident s'est produit peu avant 10 h, entre les communes de Caraman et d'Auriac-sur-Vendinelle. L'autocar avait effectué une sortie de route, et s'était retrouvé couché sur le bas-côté, sur la route départementale 1. Il s'agit cependant du seul accident impliquant des blessés sur le réseau, ce dernier n'ayant pas connu d'autre accident impliquant des blessés humains.

### Sécurité
Le problème de l'insécurité est peu présent sur le réseau Arc-en-Ciel, étant un réseau interurbain ne circulant que de journée et desservant des villes et villages assez rurales et réputées comme calmes. Cependant, en raison de la présence du conducteur seul, et jamais d'autres personnels du réseau comme des contrôleurs ou des agents de sûretés, des cas d'agressions de chauffeurs essentiellement sont relatées quelquefois sur le réseau.
Ainsi, le 13 juin 2019, une conductrice de la régie départementale sur la ligne 373 en provenance de Cadours est violemment agressée par un passager en raison d'un arrêt manqué avenue de Grande-Bretagne, à Toulouse. Elle a alors reçu un coup au visage, l'obligeant de s'arrêter, et en ressort avec une triple fracture au visage.
Les cas d'agressions restent cependant très rares sur le réseau Arc-en-Ciel.

## Réseau actuel
Le réseau Arc-en-Ciel actuel est composé de 55 lignes régulières, permettant la desserte de l'ensemble de la Haute-Garonne. Les lignes sont gérées et financées par le Conseil Départemental de la Haute-Garonne.

### Territoire desservi
Le réseau Arc-en-Ciel dessert 341 communes en 2018. Le département comptant 589 communes, environ 58 % des communes sont desservies par au moins une ligne du réseau. Mais on compte aussi des communes extérieures au département desservies par le réseau :
- deux communes de Tarn-et-Garonne (Grisolles et Dieupentale) ;
- quatre communes de l'Ariège (Lézat-sur-Lèze, Saint-Ybars, Saverdun et Mazères) ;
- une commune de l'Aude (Salles-sur-l'Hers) ;
- quatre communes du Gers (Savignac-Mona, Samatan, Lombez, Cadeillan) ;
- une commune d'Espagne (Les).

### Fonctionnement

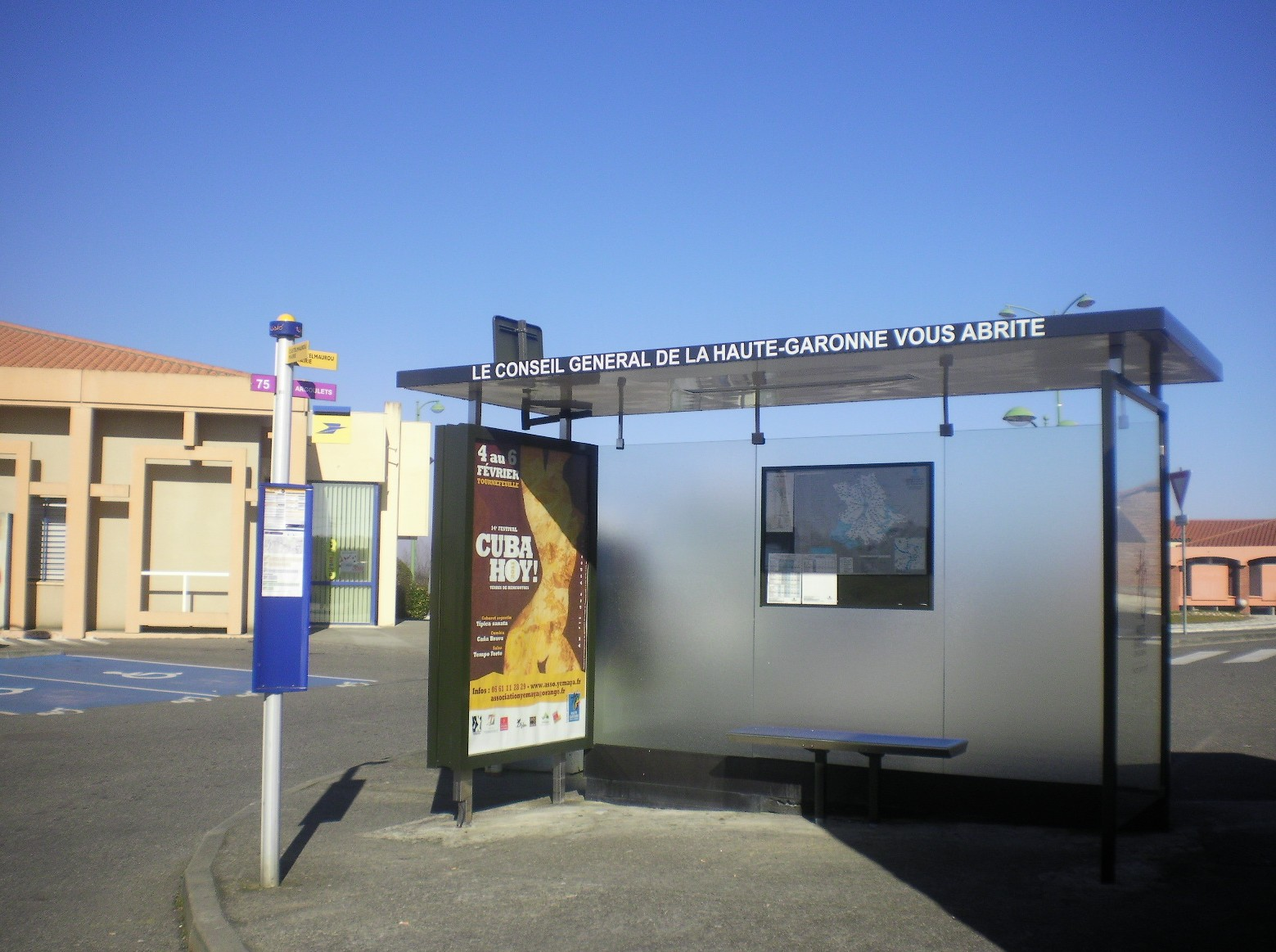
Abribus du réseau Arc-en-Ciel, situé à Castelmaurou.

Le réseau arc-en-ciel possède deux parties distinctes, centrées autour d'une même ville : Toulouse pour la partie nord, Saint-Gaudens pour la partie sud.
Les principaux terminus ou arrêts des lignes du réseau se trouvent principalement à Toulouse : 22 à la Gare Routière, 6 à Borderouge, 4 à Balma-Gramont, 3 à l'Université Paul-Sabatier. 9 autres lignes ont pour terminus Saint-Gaudens.

#### Horaires de passage
Les horaires de passage varient selon les types de lignes : pour les lignes Hop! et les navettes SNCF, les autocars ne circulent qu'en semaine aux heures de pointe.
Les lignes classiques circulent également principalement en semaine aux heures de pointe, mais certaines circulent aussi à la mi-journée ou les week-ends et jours fériés.
Il n'y a aucun réseau de nuit.

### Lignes
Il existe 4 différents types de lignes sur le réseau :

#### Lignes classiques
Les lignes classiques fonctionnent avec des cars de 59 places, comme un réseau de bus urbains. Les liaisons entre les villes sont régulières. Le week-end, les services sont fortement réduits voire totalement interrompus selon les lignes. Pendant les vacances scolaires, la desserte est également plus faible.

#### Lignes Hop!
Les lignes Hop! sont des lignes particulières, plus rapides que les lignes classiques, qui circulent uniquement aux heures de pointe en semaine. Elles ne desservent que certains arrêts du réseau qui se trouvent sur le trajet, et non tous comme les lignes classiques. Ces lignes pourraient être comparées à de véritables lignes de Bus à haut niveau de service, au vu de la fréquence (30 minutes d'attente, chiffre faible pour un réseau interurbain), mais aussi au vu de la rapidité du service (presque aussi rapide qu'en voiture, car les lignes empruntent l'autoroute jusqu'à Toulouse, et car elles possèdent très peu d'arrêts).
Une autre différence notable est qu'elles ne desservent pas la gare routière comme la plupart des lignes, mais de gros pôles multimodaux sur les lignes de métro (Balma – Gramont ou Borderouge pour les villes situées au nord de Toulouse, Université-Paul-Sabatier pour celles situées au sud).
Alors que le réseau Arc-en-Ciel est le premier réseau de transports en Haute-Garonne à créer le concept de lignes express dans la fin des années 2000, il n'y a encore aujourd'hui aucune ligne comparable en termes de services. Cependant, Tisséo, le réseau de transports de Toulouse Métropole prévoit l'ouverture en 2021 d'une ligne express entre Toulouse et Muret devant transformer l'actuelle ligne 117. Tisséo compare d'ailleurs sa future ligne avec la ligne Hop!1 du réseau haut-garonnais, et on constate une amplitude plus large proposée par le réseau, avec des services plus tard le soir, un cadencement au quart-d'heure à l'hyperpointe et un service en heures creuses et le samedi. Or, tout cela n'existe actuellement pas sur les lignes Hop, alors que le service des lignes Hop! et des futures lignes express de Tisséo est totalement comparable.
Cette création pose la question de l'évolution du service des lignes Hop! du réseau Arc-en-Ciel. En effet, selon une délibération du 10 avril 2019, Tisséo prévoit un partenariat avec le conseil départemental (délégué par la région Occitanie), qui a actuellement à charge le réseau Arc-en-Ciel, pour desservir des communes en frange du territoire territorial. Or, les communes desservies par les lignes Hop! sont toutes situées à proximité de l'agglomération toulousaine, et donc de la dépendance de Tisséo. On pourrait donc imaginer dans les prochaines années une reprise de la desserte de communes comme Grenade, Nailloux, Bessières, Villemur-sur-Tarn ou encore Fronton par le réseau Tisséo, ou du moins une reprise à l'exploitation des lignes Hop! par le réseau urbain.

##### Ligne Hop!301
Il s'agit de la toute première ligne Hop ouverte dans le département. Elle relie Toulouse à Villemur-sur-Tarn, en desservant au passage les communes de Bouloc, Fronton et Villaudric, mais aussi le pôle d'activités d'Eurocentre.
C'est une ligne importante pour le secteur, car elle permet la desserte de secteurs en pleine explosion démographique, le nord de la Haute-Garonne étant très dynamique. De plus, la ligne permet la desserte du lycée Pierre Bourdieu de Fronton, nécessitant des moyens de transports importants.
Voici la liste des arrêts et communes desservies, ainsi que les correspondances possibles :
|  |   |  |  |  |  |  | Communes              | Arrêts           | Correspondances |
|  | - |  |  |  |  |  | --------------------- | ---------------- | --------------- |
|  | ■ |  |  |  |  |  | Toulouse              | Borderouge       |                 |
|  | • |  |  |  |  |  | Villeneuve-lès-Bouloc | Eurocentre       |                 |
|  | • |  |  |  |  |  | Bouloc                | Mairie           |                 |
|  | • |  |  |  |  |  | Fronton               | Mairie           |                 |
|  | • |  |  |  |  |  | Fronton               | Lycée            |                 |
|  | • |  |  |  |  |  | Villaudric            | Mairie           |                 |
|  | • |  |  |  |  |  | Villemur-sur-Tarn     | Avenue Kennedy   |                 |
|  | ■ |  |  |  |  |  | Villemur-sur-Tarn     | Place Saint-Jean |                 |

##### Ligne Hop!302
Elle relie la station de métro Borderouge, comme la ligne Hop!1, à Grenade via Eurocentre, Castelnau-d'Estrétefonds et Ondes. Elle permet au passage la desserte de lieux également en plein développement. Elle dessert aussi la gare de Castelnau-d'Estrétefonds, et permet ainsi une correspondance avec les TER Occitanie vers Montauban ou Toulouse.
Voici la liste des arrêts et communes desservies, ainsi que les correspondances possibles :
|  |   |  |  |  |  |  | Communes                 | Arrêts               | Correspondances                                           |
|  | - |  |  |  |  |  | ------------------------ | -------------------- | --------------------------------------------------------- |
|  | ■ |  |  |  |  |  | Toulouse                 | Borderouge           |                                                           |
|  | • |  |  |  |  |  | Villeneuve-lès-Bouloc    | Eurocentre Sud       |                                                           |
|  | • |  |  |  |  |  | Castelnau-d'Estrétefonds | Eurocentre Nord      |                                                           |
|  | • |  |  |  |  |  | Castelnau-d'Estrétefonds | Mairie               |                                                           |
|  | • |  |  |  |  |  | Castelnau-d'Estrétefonds | Route d'Ondes - Gare | Train urbain (TER cadencé) de l'agglomération toulousaine |
|  | • |  |  |  |  |  | Ondes                    | Mairie               |                                                           |
|  | ■ |  |  |  |  |  | Grenade                  | Quai de Garonne      |                                                           |

##### Ligne Hop!303
La ligne Hop!3 relie la station de métro Université-Paul-Sabatier jusqu'au sud-est de l'aire urbaine de Toulouse, au niveau de Nailloux. Elle possède une structure particulière : en effet, si tous ces services ont pour terminus Nailloux, pour rejoindre les communes de Saint-Léon et de Calmont, une correspondance est parfois nécessaire à Nailloux avec les services de la ligne vers Toulouse.
Voici la liste des arrêts et communes desservies de la branche principale de la ligne, menant vers Toulouse :
|  |   |  |  |  |  |  | Communes              | Arrêts                   | Correspondances |
|  | - |  |  |  |  |  | --------------------- | ------------------------ | --------------- |
|  | ■ |  |  |  |  |  | Toulouse              | Université-Paul-Sabatier |                 |
|  | • |  |  |  |  |  | Ramonville-Saint-Agne | Boulevard F. Mitterrand  |                 |
|  | • |  |  |  |  |  | Nailloux              | Centre                   |                 |
|  | ■ |  |  |  |  |  | Nailloux              | Collège                  |                 |
|  | • |  |  |  |  |  | Montgeard             | Aimé Raymond             |                 |
|  | • |  |  |  |  |  | Gibel                 | Calvaire                 |                 |
|  | • |  |  |  |  |  | Caignac               | Souleilla Des Moulins    |                 |
|  | ■ |  |  |  |  |  | Lagarde               | Village                  |                 |

Voici la liste des arrêts et communes desservies de la branche de Nailloux à Calmont :
|  |   |  |  |  |  |  | Communes | Arrêts  | Correspondances |
|  | - |  |  |  |  |  | -------- | ------- | --------------- |
|  | ■ |  |  |  |  |  | Nailloux | Collège |                 |
|  | ■ |  |  |  |  |  | Calmont  | Mairie  |                 |

Et enfin, voici la liste des arrêts et communes desservies de la branche de Nailloux à Saint-Léon :
|  |   |  |  |  |  |  | Communes   | Arrêts  | Correspondances |
|  | - |  |  |  |  |  | ---------- | ------- | --------------- |
|  | ■ |  |  |  |  |  | Nailloux   | Centre  |                 |
|  | ■ |  |  |  |  |  | Saint-Léon | Village |                 |

##### Ligne Hop!304
C'est la dernière des lignes express du département. Elle relie la station de métro Balma - Gramont jusqu'au nord-est de l'aire urbaine de Toulouse, en desservant au passage Gragnague, Garidech, Montastruc-la-Conseillère, Buzet-sur-Tarn et Bessières.
Voici la liste des arrêts et communes desservies par la ligne :
|  |   |  |  |  |  |  | Communes                  | Arrêts         | Correspondances |
|  | - |  |  |  |  |  | ------------------------- | -------------- | --------------- |
|  | ■ |  |  |  |  |  | Balma                     | Gramont        |                 |
|  | • |  |  |  |  |  | Gragnague                 | Poney Club     |                 |
|  | • |  |  |  |  |  | Garidech                  | Cité           |                 |
|  | • |  |  |  |  |  | Montastruc-la-Conseillère | La Conseillère |                 |
|  | • |  |  |  |  |  | Gémil                     | Mairie         |                 |
|  | • |  |  |  |  |  | Buzet-sur-Tarn            | Al Cros        |                 |
|  | • |  |  |  |  |  | Bessières                 | Esplanade      |                 |
|  | ■ |  |  |  |  |  | Bessières                 | Le Triangle    |                 |

#### Navettes SNCF
Les navettes SNCF sont des navettes ralliant des villages ou des petites villes à la gare SNCF du réseau TER Occitanie la plus proche. Les trajets de ces lignes sont généralement plus courts que les lignes classiques, et les horaires sont synchronisés avec celles des trains.

#### Navettes péri-urbaines
Les navettes péri-urbaines desservent des petits villages non desservis (ou peu) par les lignes classiques ou par le réseau Tisséo.

### Transport à la demande
Certains secteurs, mal desservis par les lignes régulières départementales, sont desservis par un service de transport à la demande. Ce service s'applique seulement au sud du département, ainsi qu'à quelques intercommunalités du nord du département, ce dernier profitant d'une desserte suffisante. Ce sont les intercommunalités qui gèrent la mise en place de ces services.

### Interconnexion et correspondances
Les correspondances entre les lignes du réseau Arc-en-Ciel sont très faibles : les lignes sont plutôt destinées à transporter d'un point à un autre, sans une correspondance quelconque. Cependant, la ligne 889 (rabattant vers Grenade), peut privilégier les correspondances, notamment pour les lignes se rendant à Toulouse. C'est cependant le seul exemple où une correspondance semble judicieuse : les lignes possèdent rarement des horaires favorisant les correspondances.

#### La gare routière de Toulouse

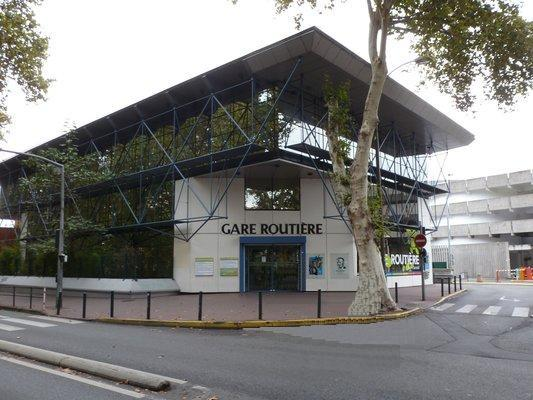
La gare routière Pierre-Semard de Toulouse.

La gare routière de Toulouse est un pôle d'échanges majeur du réseau Arc-en-Ciel : en effet, 22 des 55 lignes ont pour terminus celle-ci. Elle permet une correspondance avec la ligne A du métro de Toulouse (station Marengo - SNCF), mais aussi avec la gare de Toulouse-Matabiau, principale gare toulousaine, et enfin avec des lignes routières Tisséo, Lignes intermodales d'Occitanie ou encore des relations nationales et internationales privées.

#### Réseaux ferroviaires
La connexion avec les réseaux ferroviaires desservant le département sont permises à certains arrêts de lignes classiques. Mais cette connexion est surtout permise par les navettes SNCF, permettant de relier des communes à proximité d'une gare à celle-ci.

#### Tisséo
Dans le secteur nord du département, l'essentiel des connexions se fait entre le réseau Arc-en-Ciel et le réseau Tisséo : en effet, la plupart des lignes régulières se dirigent vers l'agglomération toulousaine, et notamment un pôle multimodal du réseau Tisséo (comme une station du métro de Toulouse ou la gare routière). Aux arrêts de bus où la connexion est possible, les poteaux d'arrêts des deux réseaux sont visibles.

### Points d'arrêts
Les points d'arrêts du réseau Arc-en-Ciel sont reconnaissables grâce à des poteaux d'arrêts, composés d'un panneau indiquant le nom de l'arrêt et de la commune, ainsi que le logo du département de la Haute-Garonne qui gère le réseau. Certains panneaux comportent également le ou les numéros des lignes s'arrêtant au niveau de l'arrêt. L'aspect des panneaux dépend de la date de pose : le visuel des panneaux a changé selon les années. Il change également si la ligne s'arrêtant est une ligne Hop!. Lorsque l'arrêt est en correspondance avec le réseau Tisséo, parfois, le réseau Arc-en-Ciel est simplement symbolisé par un logo, au milieu des lignes du réseau Tisséo.
Les arrêts peuvent également comporter un abribus. Dans ce cas, il n'y a pas de poteaux d'arrêt mais un simple panneau fixé à l'abribus. Un plan du réseau, ainsi que les horaires de passage des lignes sont affichées à l'abribus. Ces abribus sont entourés de vitres et d'un panneau publicitaire, affichant des informations du Conseil Départemental de la Haute-Garonne.
Certains arrêts sont surélevés afin de permettre aux personnes à mobilité réduite l'accès aux autocars.

## Tarification et financement

### Tarification

Une Carte Pastel, utilisable sur le réseau Arc-en-Ciel.

Sur ce réseau, il existe des tickets simples: aller simple, aller-retour, 10 déplacements. Ils peuvent être achetés directement auprès du conducteur, à bord de l'autocar.
Il existe aussi la Carte Pastel, une carte sans contact, avec laquelle des tarifs normaux ou réduits sont appliqués. Par exemple, pour les étudiants ou les personnes âgées, une réduction est disponible, ce qui n'est pas possible sur un ticket simple. Il est aussi possible d'avoir une Carte Pastel sans avoir de réductions spéciales. Cette carte est également donnée aux élèves bénéficiant des transports scolaires et utilisant le réseau Arc-en-Ciel. Les abonnements annuels et mensuels ne sont délivrés que sur Carte Pastel.
La Carte Pastel est une carte multi-services puisqu'elle est valable dans plusieurs réseaux : TER Occitanie, Tisséo et Réseau TarnBus. Les tarifs appliqués sont différents selon les réseaux de transports. Un abonnement mensuel combiné avec le réseau Tisséo et permettant une économie par rapport au tarif normal acheté séparément sur les réseaux existe cependant. Alors que le 10 déplacements est moins cher pour les jeunes de moins de 26 ans, il n'existe aucune tarification préférentielle pour les jeunes sur les abonnements.
La gratuité des transports est assurée sur le réseau les jours scolaires pour les élèves des établissements hauts-garonnais (à la limite de deux déplacements par jour), pour les bénéficiaires du RSA et domiciliés en Haute-Garonne, les demandeurs d'emploi domiciliés en dehors du périmètre de transport urbain Tisséo et pour les enfants de moins de 4 ans.
Le réseau est découpé en 2 zones (une centrée sur Toulouse, l'autre sur Saint-Gaudens, la limite entre les deux zones se trouvant au niveau de la commune de Cazères). Des tarifs plus chers sont appliqués si le déplacement concerne les 2 zones au lieu d'une.

### Points de vente
Il n'existe qu'un seul point de vente pour acheter des titres de transports : la gare routière de Toulouse. Cependant, certains titres (un déplacement, 10 déplacements, abonnements mensuels) peuvent être achetés auprès du chauffeur directement dans l'autocar. Les abonnement combinés avec le réseau Tisséo peuvent aussi être achetés en agences Tisséo.

### Financement
Le financement du réseau Arc-en-Ciel est pris en charge par le conseil départemental de la Haute-Garonne, qui a reçu délégation de la région Occitanie dans cette tâche jusqu'en 2021.

## Liste des lignes
Les lieux précisés sont des lieux reconnaissables facilement ou excentrés, comme un centre commercial, un lycée ou un collège. Ainsi, lorsqu'un lieu n'est pas précisé, c'est un lieu-dit situé sur la commune ou le centre qui est desservi. Par ailleurs, il peut être précisé un lieu sans que celui-ci soit le seul desservi sur la commune (il peut y avoir marqué seulement lycée, alors que la mairie est aussi desservie par exemple).

### Lignes Hop!
| Ligne | Caractéristiques | Caractéristiques                                             | Caractéristiques                                             | Caractéristiques                                             | Caractéristiques                                                    | Caractéristiques                                             | Caractéristiques                                             | Caractéristiques                                             | Caractéristiques                                             |
| 301   | Hop!301 | Hop!301                                                      | Hop!301                                                      | Hop!301                                                      | Hop!301                                                             | Hop!301                                                      | Hop!301                                                      | Hop!301                                                      | Hop!301                                                      |
| 301   | Villemur-sur-Tarn — Place Saint-Jean ⥋ Toulouse — Borderouge | Villemur-sur-Tarn — Place Saint-Jean ⥋ Toulouse — Borderouge | Villemur-sur-Tarn — Place Saint-Jean ⥋ Toulouse — Borderouge | Villemur-sur-Tarn — Place Saint-Jean ⥋ Toulouse — Borderouge | Villemur-sur-Tarn — Place Saint-Jean ⥋ Toulouse — Borderouge        | Villemur-sur-Tarn — Place Saint-Jean ⥋ Toulouse — Borderouge | Villemur-sur-Tarn — Place Saint-Jean ⥋ Toulouse — Borderouge | Villemur-sur-Tarn — Place Saint-Jean ⥋ Toulouse — Borderouge | Villemur-sur-Tarn — Place Saint-Jean ⥋ Toulouse — Borderouge |
| ----- | --- | ------------------------------------------------------------ | ------------------------------------------------------------ | ------------------------------------------------------------ | ------------------------------------------------------------------- | ------------------------------------------------------------ | ------------------------------------------------------------ | ------------------------------------------------------------ | ------------------------------------------------------------ |
| 301   | Ouverture / Fermeture — / — | Longueur 36 km                                               | Durée 50 min                                                 | Nb. d’arrêts 8                                               | Matériel Irisbus Arway - Mercedes-Benz Integro                      | Jours de fonctionnement L, Ma, Me, J, V                      | Jour / Soir / Nuit / Fêtes O / N / N / N                     | Voy. / an —                                                  | Exploitant                                                   |
| 301   | Desserte : - Villes et lieux desservis : Villemur-sur-Tarn (Mairie, Eglise Saint-Michel, Magnanac), Villaudric (Mairie, Château de Villaudric, Médiathèque), Fronton (Lycée Pierre Bourdieu, Mairie, Médiathèque, Cinéma, Eglise Notre-Dame-de-l'Assomption), Bouloc (Mairie, Communauté de Communes), Villeneuve-lès-Bouloc (Eurocentre), Toulouse (Borderouge, Métronum, La Maourine, Cinéma Utopia). - Station desservie : Borderouge. |                                                              |                                                              |                                                              |                                                                     |                                                              |                                                              |                                                              |                                                              |
| 301   | Autre : - Arrêts non accessibles aux UFR : Villemur Place Saint-Jean ; Villaudric Mairie ; Villaudric Poste ; Fronton Lycée ; Bouloc Mairie ; Fronton Mairie vers Toulouse Borderouge. - Amplitudes horaires : La ligne circule du lundi au vendredi de 6h à 9h50 et de 16h à 20h20. - Particularités : La ligne est express : elle ne dessert que les principaux arrêts de son parcours. - Histoire : Avant le 2 septembre 2019, la ligne portait le numéro Hop!1. - Date de dernière mise à jour : 9 mai 2020. |                                                              |                                                              |                                                              |                                                                     |                                                              |                                                              |                                                              |                                                              |
| 301   | Dernière actualisation : — |                                                              |                                                              |                                                              |                                                                     |                                                              |                                                              |                                                              |                                                              |
| 302   | Hop!302 | Hop!302                                                      | Hop!302                                                      | Hop!302                                                      | Hop!302                                                             | Hop!302                                                      | Hop!302                                                      | Hop!302                                                      | Hop!302                                                      |
| 302   | Grenade — Quai de Garonne ⥋ Toulouse — Borderouge |                                                              |                                                              |                                                              |                                                                     |                                                              |                                                              |                                                              |                                                              |
| 302   | Ouverture / Fermeture — / — | Longueur 28 km                                               | Durée 35 min                                                 | Nb. d’arrêts 8                                               | Matériel Irisbus Arway - Mercedes-Benz Integro                      | Jours de fonctionnement L, Ma, Me, J, V                      | Jour / Soir / Nuit / Fêtes O / N / N / N                     | Voy. / an —                                                  | Exploitant                                                   |
| 302   | Desserte : - Villes et lieux desservis : Grenade (Quai de Garonne), Ondes (Mairie), Castelnau-d'Estrétefonds (Route départementale 820, Mairie, Eurocentre), Villeneuve-lès-Bouloc (Eurocentre), Toulouse (Borderouge, Métronum, La Maourine, Cinéma Utopia). - Station et gare desservies : Borderouge, Castelnau-d'Estrétefonds. |                                                              |                                                              |                                                              |                                                                     |                                                              |                                                              |                                                              |                                                              |
| 302   | Autre : - Arrêts non accessibles aux UFR : Ondes Mairie ; Castelnau Mairie. - Amplitudes horaires : La ligne circule du lundi au vendredi de 6h à 9h20 et de 16h à 19h50. - Particularités : La ligne est express : elle ne dessert que les principaux arrêts de son parcours. - Histoire : Avant le 2 septembre 2019, la ligne portait le numéro Hop!2. - Date de dernière mise à jour : 9 mai 2020. |                                                              |                                                              |                                                              |                                                                     |                                                              |                                                              |                                                              |                                                              |
| 302   | Dernière actualisation : — |                                                              |                                                              |                                                              |                                                                     |                                                              |                                                              |                                                              |                                                              |
| 303   | Hop!303 | Hop!303                                                      | Hop!303                                                      | Hop!303                                                      | Hop!303                                                             | Hop!303                                                      | Hop!303                                                      | Hop!303                                                      | Hop!303                                                      |
| 303   | Lagarde — Village / Calmont — Mairie / Nailloux — Collège ⥋ Toulouse — Université-Paul-Sabatier |                                                              |                                                              |                                                              |                                                                     |                                                              |                                                              |                                                              |                                                              |
| 303   | Ouverture / Fermeture — / — | Longueur 35 km                                               | Durée 35-60 min                                              | Nb. d’arrêts 15                                              | Matériel Mercedes-Benz Intouro - Iveco Bus Crossway - Irisbus Arway | Jours de fonctionnement L, Ma, Me, J, V                      | Jour / Soir / Nuit / Fêtes O / N / N / N                     | Voy. / an —                                                  | Exploitant                                                   |
| 303   | Desserte : - Villes et lieux desservis : Lagarde (Mairie, Eglise Saint-Paul), Caignac (Souleilla des Moulins), Gibel, Montgeard (Mairie, Église Notre-Dame-de-l'Assomption de Montgeard), Saint-Léon (Mairie, Eglise), Calmont (Centre), Nailloux (Collège Condorcet, Mairie, Eglise Saint-Martin, Aire de Covoiturage), Ramonville-Saint-Agne (Boulevard François Mitterrand), Toulouse (Université Toulouse-III-Paul-Sabatier, Lycée Bellevue). - Stations desservies : Faculté de Pharmacie, Université Paul Sabatier, Ramonville. |                                                              |                                                              |                                                              |                                                                     |                                                              |                                                              |                                                              |                                                              |
| 303   | Autre : - Arrêts non accessibles aux UFR : Caignac Souleilla Des Moulins ; Gibel Calvaire ; Montgeard Aimé Raymond ; Calmont Mairie ; Nailloux Collège ; Toulouse Cosmonautes ; Toulouse Cnes-Ias ; Toulouse Faculté de Pharmacie ; Nailloux Centre vers Nailloux Collège. - Amplitudes horaires : La ligne circule de 6h à 9h et de 16h à 20h, avec un passage supplémentaire dans chaque sens entre 12h30 et 14h. - Particularités : - La ligne est express : elle ne dessert que les principaux arrêts de son parcours. - Depuis Calmont et Saint-Léon, une correspondance est nécessaire à certains services à Nailloux pour rejoindre Toulouse. - Histoire : Avant le 2 septembre 2019, la ligne portait le numéro Hop!3. - Date de dernière mise à jour : 9 mai 2020. |                                                              |                                                              |                                                              |                                                                     |                                                              |                                                              |                                                              |                                                              |
| 303   | Dernière actualisation : — |                                                              |                                                              |                                                              |                                                                     |                                                              |                                                              |                                                              |                                                              |
| 304   | Hop!304 | Hop!304                                                      | Hop!304                                                      | Hop!304                                                      | Hop!304                                                             | Hop!304                                                      | Hop!304                                                      | Hop!304                                                      | Hop!304                                                      |
| 304   | Mirepoix-sur-Tarn — Salle des Fêtes ⥋ Balma — Balma – Gramont |                                                              |                                                              |                                                              |                                                                     |                                                              |                                                              |                                                              |                                                              |
| 304   | Ouverture / Fermeture — / — | Longueur 46 km                                               | Durée 50 min                                                 | Nb. d’arrêts 9                                               | Matériel Mercedes-Benz Integro                                      | Jours de fonctionnement L, Ma, Me, J, V                      | Jour / Soir / Nuit / Fêtes O / N / N / N                     | Voy. / an —                                                  | Exploitant                                                   |
| 304   | Desserte : - Villes et lieux desservis : Mirepoix-sur-Tarn (Salle des Fêtes), Bessières (Zone Artisanale du Triangle, Mairie, Esplanade Bellecourt, Eglise Saint-Jean Baptiste), Buzet-sur-Tarn (Centre Commercial, Zone d'Activités Al Cros), Gémil (Mairie, Eglise, Aire de Covoiturage), Montastruc-la-Conseillère (Route nationale 88), Garidech (Route nationale 88), Gragnague (Centre Équestre), Balma (Gramont, Centre Commercial Espace Gramont). - Station desservie : Balma - Gramont. |                                                              |                                                              |                                                              |                                                                     |                                                              |                                                              |                                                              |                                                              |
| 304   | Autre : - Arrêt non accessible aux UFR : Mirepoix-sur-Tarn Salle des Fêtes. - Amplitudes horaires : La ligne circule de 5h55 à 9h50 et de 15h40 à 20h05. - Particularités : La ligne est express : elle ne dessert que les principaux arrêts de son parcours. - Histoire : Avant le 2 septembre 2019, la ligne portait le numéro Hop!4. - Date de dernière mise à jour : 9 mai 2020. |                                                              |                                                              |                                                              |                                                                     |                                                              |                                                              |                                                              |                                                              |
| 304   | Dernière actualisation : — |                                                              |                                                              |                                                              |                                                                     |                                                              |                                                              |                                                              |                                                              |

### Lignes 305 à 319
| Ligne | Caractéristiques | Caractéristiques                                                                 | Caractéristiques                                                                 | Caractéristiques                                                                 | Caractéristiques                                                                 | Caractéristiques                                                                 | Caractéristiques                                                                 | Caractéristiques                                                                 | Caractéristiques                                                                 |
| 305   | Rieumes — Le Foirail / Léguevin — Avenue Des Pyrénées ⥋ Toulouse — Arènes | Rieumes — Le Foirail / Léguevin — Avenue Des Pyrénées ⥋ Toulouse — Arènes        | Rieumes — Le Foirail / Léguevin — Avenue Des Pyrénées ⥋ Toulouse — Arènes        | Rieumes — Le Foirail / Léguevin — Avenue Des Pyrénées ⥋ Toulouse — Arènes        | Rieumes — Le Foirail / Léguevin — Avenue Des Pyrénées ⥋ Toulouse — Arènes        | Rieumes — Le Foirail / Léguevin — Avenue Des Pyrénées ⥋ Toulouse — Arènes        | Rieumes — Le Foirail / Léguevin — Avenue Des Pyrénées ⥋ Toulouse — Arènes        | Rieumes — Le Foirail / Léguevin — Avenue Des Pyrénées ⥋ Toulouse — Arènes        | Rieumes — Le Foirail / Léguevin — Avenue Des Pyrénées ⥋ Toulouse — Arènes        |
| ----- | --- | -------------------------------------------------------------------------------- | -------------------------------------------------------------------------------- | -------------------------------------------------------------------------------- | -------------------------------------------------------------------------------- | -------------------------------------------------------------------------------- | -------------------------------------------------------------------------------- | -------------------------------------------------------------------------------- | -------------------------------------------------------------------------------- |
| 305   | Ouverture / Fermeture — / — | Longueur 43 km                                                                   | Durée 30-55 min                                                                  | Nb. d’arrêts 10                                                                  | Matériel Mercedes-Benz Integro - Mercedes-Benz Intouro- Irisbus Arway            | Jours de fonctionnement L, Ma, Me, J, V, S                                       | Jour / Soir / Nuit / Fêtes O / N / N / N                                         | Voy. / an —                                                                      | Exploitant                                                                       |
| 305   | Desserte : - Villes et lieux desservis : Rieumes (Centre des Finances Publiques, Centre Commercial), Sainte-Foy-de-Peyrolières (Salle des Fêtes, Maison de Retraite, Aire de Covoiturage), Saint-Lys (Boulodromme, Mairie, Halle), Fontenilles (Mairie, Eglise Notre-Dame-de-l'Ormette), Léguevin (Eglise Saint-Jean-Baptiste, Mairie), Colomiers (ORT Toulouse, En Sigal, Quartier de la Gare), Toulouse (Centre Commercial Purpan, Purpan, Hôpital de Purpan, Lycée des Métiers de l'Hôtellerie et du Tourisme d'Occitanie, Jardins du Barry, Le TOEC, Hippodrome de la Cépière, Zénith de Toulouse Métropole, Arènes, Lycée des Arènes). - Station et gare desservies : Colomiers, Arènes. |                                                                                  |                                                                                  |                                                                                  |                                                                                  |                                                                                  |                                                                                  |                                                                                  |                                                                                  |
| 305   | Autre : - Arrêts non accessibles aux UFR : Le Colomé ; Toulouse Aneto ; Saint-Lys Boulodromme vers Toulouse Arènes ; Léguevin Place de la Liberté vers Rieumes Le Foirail. - Amplitudes horaires : La ligne circule du lundi au vendredi de 5h45 à 20h30 et le samedi de 12h30 à 19h05. - Histoire : Avant le 2 septembre 2019, la ligne portait le numéro 5. - Date de dernière mise à jour : 9 mai 2020. |                                                                                  |                                                                                  |                                                                                  |                                                                                  |                                                                                  |                                                                                  |                                                                                  |                                                                                  |
| 305   | Dernière actualisation : — |                                                                                  |                                                                                  |                                                                                  |                                                                                  |                                                                                  |                                                                                  |                                                                                  |                                                                                  |
| 318   | Mazères — Place ⥋ Toulouse — Gare routière | Mazères — Place ⥋ Toulouse — Gare routière                                       | Mazères — Place ⥋ Toulouse — Gare routière                                       | Mazères — Place ⥋ Toulouse — Gare routière                                       | Mazères — Place ⥋ Toulouse — Gare routière                                       | Mazères — Place ⥋ Toulouse — Gare routière                                       | Mazères — Place ⥋ Toulouse — Gare routière                                       | Mazères — Place ⥋ Toulouse — Gare routière                                       | Mazères — Place ⥋ Toulouse — Gare routière                                       |
| 318   | Ouverture / Fermeture — / — | Longueur 63 km                                                                   | Durée 95-120 min                                                                 | Nb. d’arrêts 49                                                                  | Matériel Mercedes-Benz Intouro / MAN Lion's Regio                                | Jours de fonctionnement L, Ma, Me, J, V, S                                       | Jour / Soir / Nuit / Fêtes O / N / N / N                                         | Voy. / an —                                                                      | Exploitant Verdie Autocars                                                       |
| 318   | Desserte : - Villes et lieux desservis : Mazères (Mairie, Eglise), Calmont (Mairie, Stade, Maison de Retraite, Hameau de Fortanier), Cintegabelle (Eglise de Picarrou, Mairie, Salle des Fêtes, Eglise Notre-Dame, Cimetière des Baccarets, Hameau des Bourdettes), Auterive (Gendarmerie, Centre des Impôts, Eglise de la Madeleine, Cinéma, Mairie, Eglise Saint-Paul, Cimetière), Grépiac (Lotissement Baget, Mairie, Eglise Saint-Martin), Venerque (Centre Commercial, Mairie, Église Saint-Pierre-et-Saint-Phébade de Venerque), Vernet (Mairie), Clermont-le-Fort (Route nationale 20), Pins-Justaret (Route nationale 20), Roques-sur-Garonne (Centre Commercial), Portet-sur-Garonne (Centre Commercial Grand Portet), Toulouse (Oncopole, Centre hospitalier Gérard-Marchant, Conseil régional d'Occitanie, Esquirol, Saint-Georges-Occitane, Allées Jean-Jaurès, Place Wilson, Boulevard de Strasbourg, Matabiau). - Stations et gares desservies : Toulouse-Matabiau, Gare routière de Toulouse, Marengo - SNCF, Jean Jaurès, Jeanne d'Arc, François Verdier, Esquirol. |                                                                                  |                                                                                  |                                                                                  |                                                                                  |                                                                                  |                                                                                  |                                                                                  |                                                                                  |
| 318   | Autre : - Arrêts non accessibles aux UFR : Mazères Place ; Calmont Mairie ; Cintegabelle Picarou ; Cintegabelle Le Port ; Cintegabelle Mairie ; Cintegabelle Les Baccarets ; Auterive Eglise ; Grépiac Gaillard-Tournié ; Grépiac Mairie ; Venerque Square du 11 Novembre ; Clermont-le-Fort La Riverotte ; Roques Centre Commercial ; Portet Centre Commercial ; Auterive Le Bouet vers Mazères Place. - Amplitudes horaires : La ligne circule du lundi au vendredi de 6h à 19h45 et le samedi de 12h15 à 19h. - Histoire : Avant le 2 septembre 2019, la ligne portait le numéro 18. - Date de dernière mise à jour : 9 mai 2020. |                                                                                  |                                                                                  |                                                                                  |                                                                                  |                                                                                  |                                                                                  |                                                                                  |                                                                                  |
| 318   | Dernière actualisation : — |                                                                                  |                                                                                  |                                                                                  |                                                                                  |                                                                                  |                                                                                  |                                                                                  |                                                                                  |
| 319   | Saverdun — Champ de Mars ⥋ Pins-Justaret — Justarette / Toulouse — Gare routière | Saverdun — Champ de Mars ⥋ Pins-Justaret — Justarette / Toulouse — Gare routière | Saverdun — Champ de Mars ⥋ Pins-Justaret — Justarette / Toulouse — Gare routière | Saverdun — Champ de Mars ⥋ Pins-Justaret — Justarette / Toulouse — Gare routière | Saverdun — Champ de Mars ⥋ Pins-Justaret — Justarette / Toulouse — Gare routière | Saverdun — Champ de Mars ⥋ Pins-Justaret — Justarette / Toulouse — Gare routière | Saverdun — Champ de Mars ⥋ Pins-Justaret — Justarette / Toulouse — Gare routière | Saverdun — Champ de Mars ⥋ Pins-Justaret — Justarette / Toulouse — Gare routière | Saverdun — Champ de Mars ⥋ Pins-Justaret — Justarette / Toulouse — Gare routière |
| 319   | Ouverture / Fermeture — / — | Longueur 54 km                                                                   | Durée 45-90 min                                                                  | Nb. d’arrêts 42                                                                  | Matériel Mercedes-Benz Intouro / MAN Lion's Regio                                | Jours de fonctionnement L, Ma, Me, J, V, S                                       | Jour / Soir / Nuit / Fêtes O / N / N / N                                         | Voy. / an —                                                                      | Exploitant Verdie Autocars                                                       |
| 319   | Desserte : - Villes et lieux desservis : Saverdun (Centre, Collège du Girbet), Canté (RD 27), Labatut (RD 27), Lissac (Eglise, Mairie), Saint-Quirc (Mairie), Gaillac-Toulza (Mairie), Caujac (Centre), Grazac, Mauressac (RD 12), Puydaniel (RD 12), Lagrâce-Dieu (RD 12), Miremont (Place Occitane, Stade), Lagardelle-sur-Lèze (Lotissement Cambou, Cimetière, Mairie, Eglise), Labarthe-sur-Lèze (Mairie, Eglise, Espace Culturel François Mitterrand, Centre Commercial), Pins-Justaret (Route nationale 20), Roques-sur-Garonne (Centre Commercial), Portet-sur-Garonne (Centre Commercial Grand Portet), Toulouse (Oncopole, Centre hospitalier Gérard-Marchant, Conseil régional d'Occitanie, Esquirol, Saint-Georges-Occitane, Allées Jean-Jaurès, Place Wilson, Boulevard de Strasbourg, Matabiau). - Stations et gares desservies : Toulouse-Matabiau, Gare routière de Toulouse, Marengo - SNCF, Jean Jaurès, Jeanne d'Arc, François Verdier, Esquirol. |                                                                                  |                                                                                  |                                                                                  |                                                                                  |                                                                                  |                                                                                  |                                                                                  |                                                                                  |
| 319   | Autre : - Arrêts non accessibles aux UFR : Saverdun Champ de Mars ; Cante Rd 27 ; Labatut Rd 27 ; Lissac Centre ; Saint-Quirc ; Caujac Village ; Mauressac L'Orme ; Miremont Parc du Château ; Labarthe-sur-Lèze Eglise ; Roques Centre Commercial ; Portet Centre Commercial. - Amplitudes horaires : La ligne circule du lundi au vendredi de 6h15 à 19h40 et le samedi de 12h20 à 18h50. - Particularités : A la majorité des services, pour rejoindre Toulouse, une correspondance avec la ligne 318 à Pins-Justaret est nécessaire. - Histoire : Avant le 2 septembre 2019, la ligne portait le numéro 19. - Date de dernière mise à jour : 9 mai 2020. |                                                                                  |                                                                                  |                                                                                  |                                                                                  |                                                                                  |                                                                                  |                                                                                  |                                                                                  |
| 319   | Dernière actualisation : — |                                                                                  |                                                                                  |                                                                                  |                                                                                  |                                                                                  |                                                                                  |                                                                                  |                                                                                  |

### Lignes 320 à 329
| Ligne | Caractéristiques | Caractéristiques                                                                                               | Caractéristiques                                                                                               | Caractéristiques                                                                                               | Caractéristiques                                                                                               | Caractéristiques                                                                                               | Caractéristiques                                                                                               | Caractéristiques                                                                                               | Caractéristiques                                                                                               |
| 320   | Aurignac — Poste ⥋ Boussens — Gare Sncf | Aurignac — Poste ⥋ Boussens — Gare Sncf                                                                        | Aurignac — Poste ⥋ Boussens — Gare Sncf                                                                        | Aurignac — Poste ⥋ Boussens — Gare Sncf                                                                        | Aurignac — Poste ⥋ Boussens — Gare Sncf                                                                        | Aurignac — Poste ⥋ Boussens — Gare Sncf                                                                        | Aurignac — Poste ⥋ Boussens — Gare Sncf                                                                        | Aurignac — Poste ⥋ Boussens — Gare Sncf                                                                        | Aurignac — Poste ⥋ Boussens — Gare Sncf                                                                        |
| ----- | --- | --- | --- | --- | --- | --- | --- | --- | --- |
| 320   | Ouverture / Fermeture — / — | Longueur 18 km                                                                                                 | Durée 30 min                                                                                                   | Nb. d’arrêts 5                                                                                                 | Matériel — | Jours de fonctionnement L, Ma, Me, J, V                                                                        | Jour / Soir / Nuit / Fêtes O / N / N / N                                                                       | Voy. / an — | Exploitant AUTOCARS ORTET                                                                                      |
| 320   | Desserte : - Villes et lieux desservis : Aurignac (Mairie, Eglise, Bureau d'Information Touristique, Collège Emile Paul Vayssie), Saint-Martory (Syndicat d'Initiative, Mairie), Mancioux (Mairie), Boussens (Camping Municipal, Mairie). - Gare desservie : Boussens. | | | | | | | | |
| 320   | Autre : - Arrêts non accessibles aux UFR : Tous sauf Boussens Gare Sncf. - Amplitudes horaires : La ligne fonctionne du lundi au vendredi de 7h10 à 19h45. - Particularités : Les horaires de la ligne sont synchronisées avec les trains en direction/provenance de Toulouse-Matabiau. - Histoire : Jusqu'au 6 juillet 2019, cette ligne portait le numéro 919. - Date de dernière mise à jour : 9 mai 2020. | | | | | | | | |
| 320   | Dernière actualisation : — | | | | | | | | |
| 321   | Fonsorbes — Cimetière ⥋ Muret — Gare Sncf | Fonsorbes — Cimetière ⥋ Muret — Gare Sncf                                                                      | Fonsorbes — Cimetière ⥋ Muret — Gare Sncf                                                                      | Fonsorbes — Cimetière ⥋ Muret — Gare Sncf                                                                      | Fonsorbes — Cimetière ⥋ Muret — Gare Sncf                                                                      | Fonsorbes — Cimetière ⥋ Muret — Gare Sncf                                                                      | Fonsorbes — Cimetière ⥋ Muret — Gare Sncf                                                                      | Fonsorbes — Cimetière ⥋ Muret — Gare Sncf                                                                      | Fonsorbes — Cimetière ⥋ Muret — Gare Sncf                                                                      |
| 321   | Ouverture / Fermeture — / — | Longueur 24 km                                                                                                 | Durée 45-50 min                                                                                                | Nb. d’arrêts 10                                                                                                | Matériel Mercedes-Benz Intouro MAN Lion's Regio                                                                | Jours de fonctionnement L, Ma, Me, J, V, S                                                                     | Jour / Soir / Nuit / Fêtes O / N / N / N                                                                       | Voy. / an — | Exploitant ALCIS TRANSPORTS                                                                                    |
| 321   | Desserte : - Villes et lieux desservis : Fonsorbes (Cimetière), Fontenilles (Mairie, Eglise Notre-Dame-de-l'Ormette, Médiathèque), Bonrepos-sur-Aussonnelle (Mairie, Salle Polyvalente), Saint-Lys (Boulodrome, Mairie, Salle des Fêtes), Cambernard (Mairie), Saint-Clar-de-Rivière (Mairie), Lamasquère (Mairie, Salle Polyvalente, Eglise Saint-Martin), Muret (Cimetière, Lycée Polyvalent Charles de Gaulle). - Gare desservie : Muret. | | | | | | | | |
| 321   | Autre : - Arrêts non accessibles aux UFR : Fonsorbes Cimetière ; Saint-Lys Boulodrome ; Cambrenard 11 Novembre 1918 ; Saint-Clar Mairie ; Lamasquère Rue de la Paix ; Muret Cimetière. - Amplitudes horaires : La ligne fonctionne du lundi au vendredi de 6h15 à 19h50 et le samedi de 10h à 18h40. - Particularités : Les horaires de la ligne sont synchronisées avec les trains en direction/provenance de Toulouse-Matabiau. - Histoire : Jusqu'au 6 juillet 2019, cette ligne portait le numéro 41. - Date de dernière mise à jour : 9 mai 2020. | | | | | | | | |
| 321   | Dernière actualisation : — | | | | | | | | |
| 322   | Montesquieu-Volvestre — Place Brindejonc ⥋ Carbonne — Gare Sncf / Jardin Public | Montesquieu-Volvestre — Place Brindejonc ⥋ Carbonne — Gare Sncf / Jardin Public                                | Montesquieu-Volvestre — Place Brindejonc ⥋ Carbonne — Gare Sncf / Jardin Public                                | Montesquieu-Volvestre — Place Brindejonc ⥋ Carbonne — Gare Sncf / Jardin Public                                | Montesquieu-Volvestre — Place Brindejonc ⥋ Carbonne — Gare Sncf / Jardin Public                                | Montesquieu-Volvestre — Place Brindejonc ⥋ Carbonne — Gare Sncf / Jardin Public                                | Montesquieu-Volvestre — Place Brindejonc ⥋ Carbonne — Gare Sncf / Jardin Public                                | Montesquieu-Volvestre — Place Brindejonc ⥋ Carbonne — Gare Sncf / Jardin Public                                | Montesquieu-Volvestre — Place Brindejonc ⥋ Carbonne — Gare Sncf / Jardin Public                                |
| 322   | Ouverture / Fermeture — / — | Longueur 12 km                                                                                                 | Durée 15 min                                                                                                   | Nb. d’arrêts 4                                                                                                 | Matériel — | Jours de fonctionnement L, Ma, Me, J, V                                                                        | Jour / Soir / Nuit / Fêtes O / N / N / N                                                                       | Voy. / an — | Exploitant |
| 322   | Desserte : - Villes et lieux desservis : Montesquieu-Volvestre (Mairie), Rieux-Volvestre (Stade), Carbonne. - Gare desservie : Carbonne. | | | | | | | | |
| 322   | Autre : - Arrêts non accessibles aux UFR : Tous. - Amplitudes horaires : La ligne fonctionne du lundi au vendredi de 6h55 à 19h35. - Particularités : Les horaires de la ligne sont synchronisées avec les trains en direction/provenance de Toulouse-Matabiau. - Histoire : Jusqu'au 6 juillet 2019, cette ligne portait le numéro 599. - Date de dernière mise à jour : 9 mai 2020. | | | | | | | | |
| 322   | Dernière actualisation : — | | | | | | | | |
| 323   | Le Fousseret — Benque ⥋ Carbonne — Gare Sncf | Le Fousseret — Benque ⥋ Carbonne — Gare Sncf                                                                   | Le Fousseret — Benque ⥋ Carbonne — Gare Sncf                                                                   | Le Fousseret — Benque ⥋ Carbonne — Gare Sncf                                                                   | Le Fousseret — Benque ⥋ Carbonne — Gare Sncf                                                                   | Le Fousseret — Benque ⥋ Carbonne — Gare Sncf                                                                   | Le Fousseret — Benque ⥋ Carbonne — Gare Sncf                                                                   | Le Fousseret — Benque ⥋ Carbonne — Gare Sncf                                                                   | Le Fousseret — Benque ⥋ Carbonne — Gare Sncf                                                                   |
| 323   | Ouverture / Fermeture — / — | Longueur 16 km                                                                                                 | Durée 30 min                                                                                                   | Nb. d’arrêts 12                                                                                                | Matériel — | Jours de fonctionnement L, Ma, Me, J, V                                                                        | Jour / Soir / Nuit / Fêtes O / N / N / N                                                                       | Voy. / an — | Exploitant |
| 323   | Desserte : - Villes et lieux desservis : Le Fousseret (Eglise de Benque, Mairie, Maison de Retraite), Marignac-Lasclares (Cimetière, Canal de Saint-Martory), Gratens (Mairie, Les Lacs), Bois-de-la-Pierre (La Bordasse), Peyssies (Mairie), Carbonne. - Gare desservie : Carbonne. | | | | | | | | |
| 323   | Autre : - Arrêts non accessibles aux UFR : Le Fousseret Benque ; Maignac Clares Basse ; Gratens Mairie ; Gratens Pilot ; Gratens Les lacs ; Peyssies Mairie ; Peyssies Cap d'Oustau ; Carbonne Gare SNCF. - Amplitudes horaires : La ligne fonctionne du lundi au vendredi de 6h05 à 18h50. - Particularités : Les horaires de la ligne sont synchronisées avec les trains en direction/provenance de Toulouse-Matabiau. - Histoire : Jusqu'au 6 juillet 2019, cette ligne portait le numéro 609. - Date de dernière mise à jour : 9 mai 2020. | | | | | | | | |
| 323   | Dernière actualisation : — | | | | | | | | |
| 324   | Pouy-de-Touges — Mairie / Rieumes — Le Foirail ⥋ Muret — Gare Sncf | Pouy-de-Touges — Mairie / Rieumes — Le Foirail ⥋ Muret — Gare Sncf                                             | Pouy-de-Touges — Mairie / Rieumes — Le Foirail ⥋ Muret — Gare Sncf                                             | Pouy-de-Touges — Mairie / Rieumes — Le Foirail ⥋ Muret — Gare Sncf                                             | Pouy-de-Touges — Mairie / Rieumes — Le Foirail ⥋ Muret — Gare Sncf                                             | Pouy-de-Touges — Mairie / Rieumes — Le Foirail ⥋ Muret — Gare Sncf                                             | Pouy-de-Touges — Mairie / Rieumes — Le Foirail ⥋ Muret — Gare Sncf                                             | Pouy-de-Touges — Mairie / Rieumes — Le Foirail ⥋ Muret — Gare Sncf                                             | Pouy-de-Touges — Mairie / Rieumes — Le Foirail ⥋ Muret — Gare Sncf                                             |
| 324   | Ouverture / Fermeture — / — | Longueur 30 km                                                                                                 | Durée 40-60 min                                                                                                | Nb. d’arrêts 10                                                                                                | Matériel — | Jours de fonctionnement L, Ma, Me, J, V                                                                        | Jour / Soir / Nuit / Fêtes O / N / N / N                                                                       | Voy. / an — | Exploitant ALCIS TRANSPORTS                                                                                    |
| 324   | Desserte : - Villes et lieux desservis : Pouy-de-Touges (Mairie), Labastide-Clermont (Mairie, Eglise Saint-Loup), Rieumes (Centre des Finances Publiques, Centre Commercial), Bérat (Mairie, Cité des Jardins), Lherm (Mairie, Halle, Eglise Notre-Dame), Muret (Cimetière). - Gare desservie : Muret. | | | | | | | | |
| 324   | Autre : - Arrêts non accessibles aux UFR : Pouy Mairie ; Labastide Bidot ; Labastide Eglise ; Bérat Chemin du Prat ; Bérat Cité des Jardins ; Lherm Puymulens ; Lherm Place de l'église ; Muret Cimetière ; Muret Gare Sncf. - Amplitudes horaires : La ligne fonctionne du lundi au vendredi de 6h à 19h30. - Particularités : Les horaires de la ligne sont synchronisées avec les trains en direction/provenance de Toulouse-Matabiau. - Histoire : Jusqu'au 6 juillet 2019, cette ligne portait le numéro 649. - Date de dernière mise à jour : 9 mai 2020. | | | | | | | | |
| 324   | Dernière actualisation : — | | | | | | | | |
| 325   | Auterive — Gare SNCF ⥋ Muret — Gare SNCF | Auterive — Gare SNCF ⥋ Muret — Gare SNCF                                                                       | Auterive — Gare SNCF ⥋ Muret — Gare SNCF                                                                       | Auterive — Gare SNCF ⥋ Muret — Gare SNCF                                                                       | Auterive — Gare SNCF ⥋ Muret — Gare SNCF                                                                       | Auterive — Gare SNCF ⥋ Muret — Gare SNCF                                                                       | Auterive — Gare SNCF ⥋ Muret — Gare SNCF                                                                       | Auterive — Gare SNCF ⥋ Muret — Gare SNCF                                                                       | Auterive — Gare SNCF ⥋ Muret — Gare SNCF                                                                       |
| 325   | Ouverture / Fermeture — / — | Longueur 19 km                                                                                                 | Durée 30 min                                                                                                   | Nb. d’arrêts 9                                                                                                 | Matériel Mercedes-Benz Intouro MAN Lion's Regio                                                                | Jours de fonctionnement L, Ma, Me, J, V, S                                                                     | Jour / Soir / Nuit / Fêtes O / N / N / N                                                                       | Voy. / an — | Exploitant ALCIS TRANSPORTS                                                                                    |
| 325   | Desserte : - Villes et lieux desservis : Auterive (Stade, Route nationale 20), Lagrâce-Dieu (RD 12), Miremont (Place Occitane, Stade), Lagardelle-sur-Lèze (Mairie, Eglise, EHPAD), Eaunes (Centre Commercial, ZAC du Mandarin, Centre), Muret (Parc Clément Ader, Stade Clément Ader, Théâtre Municipal Marc Sebbah, Médiathèque François Mitterrand, Tribunal d'Instance de Muret, Cimetière). - Gares desservies : Muret, Auterive. | | | | | | | | |
| 325   | Autre : - Arrêts non accessibles aux UFR : Auterive Gare SNCF ; Miremont Parc du Château ; Miremont Bruguerolles ; Eaunes Plaine du Pitou. - Amplitudes horaires : La ligne fonctionne du lundi au vendredi de 6h30 à 19h35 et le samedi de 10h20 à 13h40. - Particularités : Les horaires de la ligne sont synchronisées avec les trains en direction/provenance de Toulouse-Matabiau. - Histoire : Jusqu'au 6 juillet 2019, cette ligne portait le numéro 45. - Date de dernière mise à jour : 9 mai 2020. | | | | | | | | |
| 325   | Dernière actualisation : — | | | | | | | | |
| 326   | Cadours — La Halle / Le Burgaud — Halle / Launac — La Halle / Galembrun ⥋ Castelnau-d'Estrétefonds — Gare Sncf | Cadours — La Halle / Le Burgaud — Halle / Launac — La Halle / Galembrun ⥋ Castelnau-d'Estrétefonds — Gare Sncf | Cadours — La Halle / Le Burgaud — Halle / Launac — La Halle / Galembrun ⥋ Castelnau-d'Estrétefonds — Gare Sncf | Cadours — La Halle / Le Burgaud — Halle / Launac — La Halle / Galembrun ⥋ Castelnau-d'Estrétefonds — Gare Sncf | Cadours — La Halle / Le Burgaud — Halle / Launac — La Halle / Galembrun ⥋ Castelnau-d'Estrétefonds — Gare Sncf | Cadours — La Halle / Le Burgaud — Halle / Launac — La Halle / Galembrun ⥋ Castelnau-d'Estrétefonds — Gare Sncf | Cadours — La Halle / Le Burgaud — Halle / Launac — La Halle / Galembrun ⥋ Castelnau-d'Estrétefonds — Gare Sncf | Cadours — La Halle / Le Burgaud — Halle / Launac — La Halle / Galembrun ⥋ Castelnau-d'Estrétefonds — Gare Sncf | Cadours — La Halle / Le Burgaud — Halle / Launac — La Halle / Galembrun ⥋ Castelnau-d'Estrétefonds — Gare Sncf |
| 326   | Ouverture / Fermeture — / — | Longueur 43 km                                                                                                 | Durée 40-65 min                                                                                                | Nb. d’arrêts 18                                                                                                | Matériel — | Jours de fonctionnement L, Ma, Me, J, V, S                                                                     | Jour / Soir / Nuit / Fêtes O / N / N / N                                                                       | Voy. / an — | Exploitant ALCIS TRANSPORTS                                                                                    |
| 326   | Desserte : - Villes et lieux desservis : Cadours (Halle), Laréole (Château de Laréole), Cabanac-Séguenville (Mairie), Puysségur (Mairie), Drudas (Mairie), Caubiac (Mairie), Le Grès (RD 1), Pelleport (Mairie), Le Burgaud (Halle, Eglise), Saint-Cézert (Mairie), Launac (Eglise de Galembrun, Halle, Château de Launac, Mairie), Larra (Mairie), Grenade (Mairie, Église Notre-Dame-de-l'Assomption de Grenade, Salle de Fêtes, Halle), Ondes (Mairie, Lycée Agricole d'Ondes), Castelnau-d'Estrétefonds (Route nationale 20). - Gare desservie : Castelnau-d'Estrétefonds. | | | | | | | | |
| 326   | Autre : - Arrêts non accessibles aux UFR : Le Burgaud Halle ; Saint-Cézert Mairie ; Cadours La Halle ; Laréole Pradaut ; Cabanc Village ; Puysségur Mairie ; Drudas Mairie ; Caubiac Village ; Le Grès Les Vignes de l'Ourme ; Launac Galembrun ; Launac La Halle ; Larra Les Hérables ; Grenade Mairie ; Ondes Mairie : Ondes Lycée Agricole ; Castelnau-d'Estrétefonds Gare Sncf. - Amplitudes horaires : La ligne fonctionne du lundi au vendredi de 6h20 à 19h55. - Particularités : Les horaires de la ligne sont synchronisées avec les trains en direction/provenance de Toulouse-Matabiau. - Histoire : Jusqu'au 6 juillet 2019, cette ligne portait le numéro 729. - Date de dernière mise à jour : 9 mai 2020. | | | | | | | | |
| 326   | Dernière actualisation : — | | | | | | | | |
| 327   | Montgeard — Roquefoulet ⥋ Villefranche-de-Lauragais — Gare Sncf | Montgeard — Roquefoulet ⥋ Villefranche-de-Lauragais — Gare Sncf                                                | Montgeard — Roquefoulet ⥋ Villefranche-de-Lauragais — Gare Sncf                                                | Montgeard — Roquefoulet ⥋ Villefranche-de-Lauragais — Gare Sncf                                                | Montgeard — Roquefoulet ⥋ Villefranche-de-Lauragais — Gare Sncf                                                | Montgeard — Roquefoulet ⥋ Villefranche-de-Lauragais — Gare Sncf                                                | Montgeard — Roquefoulet ⥋ Villefranche-de-Lauragais — Gare Sncf                                                | Montgeard — Roquefoulet ⥋ Villefranche-de-Lauragais — Gare Sncf                                                | Montgeard — Roquefoulet ⥋ Villefranche-de-Lauragais — Gare Sncf                                                |
| 327   | Ouverture / Fermeture — / — | Longueur 18 km                                                                                                 | Durée 25 min                                                                                                   | Nb. d’arrêts 10                                                                                                | Matériel — | Jours de fonctionnement L, Ma, Me, J, V                                                                        | Jour / Soir / Nuit / Fêtes O / N / N / N                                                                       | Voy. / an — | Exploitant Keolis Garonne                                                                                      |
| 327   | Desserte : - Villes et lieux desservis : Montgeard (Château de Roquefoulet, Mairie, Église Notre-Dame-de-l'Assomption de Montgeard), Nailloux (Collège Condorcet, Mairie, Eglise Saint-Martin, Gendarmerie, EHPAD), Seyre (RD 622), Gardouch (Mairie, Groupe Scolaire), Villefranche-de-Lauragais (Zone Industrielle, Centre Commercial, Parc des Sports, Piscine Municipale, Cinéma). - Gare desservie : Villefranche-de-Lauragais. | | | | | | | | |
| 327   | Autre : - Arrêts non accessibles aux UFR : Tous sauf Nailloux Centre. - Amplitudes horaires : La ligne fonctionne du lundi au vendredi de 6h25 à 19h20. - Particularités : - Les horaires de la ligne sont synchronisées avec les trains en direction/provenance de Toulouse Matabiau. - Les horaires de la ligne sont également synchronisées avec les autocars de la ligne Hop!303 en direction/provenance de Toulouse Université-Paul-Sabatier. - Histoire : Jusqu'au 6 juillet 2019, cette ligne portait le numéro 909. - Date de dernière mise à jour : 9 mai 2020. | | | | | | | | |
| 327   | Dernière actualisation : — | | | | | | | | |
| 328   | Launac — Galembrun ⥋ Grenade — Quai de Garonne | Launac — Galembrun ⥋ Grenade — Quai de Garonne                                                                 | Launac — Galembrun ⥋ Grenade — Quai de Garonne                                                                 | Launac — Galembrun ⥋ Grenade — Quai de Garonne                                                                 | Launac — Galembrun ⥋ Grenade — Quai de Garonne                                                                 | Launac — Galembrun ⥋ Grenade — Quai de Garonne                                                                 | Launac — Galembrun ⥋ Grenade — Quai de Garonne                                                                 | Launac — Galembrun ⥋ Grenade — Quai de Garonne                                                                 | Launac — Galembrun ⥋ Grenade — Quai de Garonne                                                                 |
| 328   | Ouverture / Fermeture — / — | Longueur 19 km                                                                                                 | Durée 25-30 min                                                                                                | Nb. d’arrêts 8                                                                                                 | Matériel — | Jours de fonctionnement L, Ma, Me, J, V                                                                        | Jour / Soir / Nuit / Fêtes O / N / N / N                                                                       | Voy. / an — | Exploitant ALCIS TRANSPORTS                                                                                    |
| 328   | Desserte : - Villes et lieux desservis : Launac (Eglise de Galembrun), Le Burgaud (Salle des Fêtes, Eglise, Mairie, Halle), Saint-Cézert (Mairie, Eglise), Grenade (EHPAD, Centre Commercial, Mairie, Salle des Fêtes, Halle, Église Notre-Dame-de-l'Assomption de Grenade, Quai de Garonne). - Gare desservie : — | | | | | | | | |
| 328   | Autre : - Arrêts non accessibles aux UFR : Launac Galembrun ; Le Burgaud La Halle ; Saint-Cézert Village ; Grenade Mairie. - Amplitudes horaires : La ligne fonctionne du lundi au vendredi de 5h55 à 18h55. - Histoire : Avant le 2 septembre 2019, la ligne portait le numéro 889. - Date de dernière mise à jour : 9 mai 2020. | | | | | | | | |
| 328   | Dernière actualisation : — | | | | | | | | |
| 329   | Villariès — Mairie / Villeneuve-lès-Bouloc — Mairie ⥋ Toulouse — Borderouge | Villariès — Mairie / Villeneuve-lès-Bouloc — Mairie ⥋ Toulouse — Borderouge                                    | Villariès — Mairie / Villeneuve-lès-Bouloc — Mairie ⥋ Toulouse — Borderouge                                    | Villariès — Mairie / Villeneuve-lès-Bouloc — Mairie ⥋ Toulouse — Borderouge                                    | Villariès — Mairie / Villeneuve-lès-Bouloc — Mairie ⥋ Toulouse — Borderouge                                    | Villariès — Mairie / Villeneuve-lès-Bouloc — Mairie ⥋ Toulouse — Borderouge                                    | Villariès — Mairie / Villeneuve-lès-Bouloc — Mairie ⥋ Toulouse — Borderouge                                    | Villariès — Mairie / Villeneuve-lès-Bouloc — Mairie ⥋ Toulouse — Borderouge                                    | Villariès — Mairie / Villeneuve-lès-Bouloc — Mairie ⥋ Toulouse — Borderouge                                    |
| 329   | Ouverture / Fermeture — / — | Longueur 27 km                                                                                                 | Durée 40-60 min                                                                                                | Nb. d’arrêts 26                                                                                                | Matériel — | Jours de fonctionnement L, Ma, Me, J, V                                                                        | Jour / Soir / Nuit / Fêtes O / N / N / N                                                                       | Voy. / an — | Exploitant ALCIS TRANSPORTS                                                                                    |
| 329   | Desserte : - Villes et lieux desservis : Villariès (Mairie, Salle des Fêtes, Cimetière, Eglise), Vacquiers (Mairie), Gargas (Eglise, Mairie), Villeneuve-lès-Bouloc (Mairie), Saint-Sauveur (Centre Commercial), Cépet (EHPAD, Mairie, Ancienne chapelle), Labastide-Saint-Sernin (Eglise, Mairie, Salle des Fêtes, Stade Municipal), Montberon (Mairie, Eglise, Salle des Fêtes, Cimetière), Pechbonnieu (Collège Jean Dieuzaide, Stade de la Vallée du Girou, Gymnase Colette Besson, Salle des Fêtes), Castelginest (Résidence des Demeures de l'Hers, Centre Commercial), Launaguet (Centre-ville), Toulouse (Borderouge, Métronum, La Maourine, Cinéma Utopia). - Station desservie : Borderouge.                   | | | | | | | | |
| 329   | Autre : - Arrêts non accessibles aux UFR : Villariès Mairie ; Vacquiers Saraillou ; Vacquiers Caroulet ; Gargas Eglise ; Gargas Moussiagues ; Cépet Route de Labastide ; Labastide L'enclos ; Labastide Eglise ; Labastide Le Not ; Montberon Eglise ; Pechbonnieu Collège ; Castelginest Clothilde ; Launaguet Nobles. - Amplitudes horaires : La ligne fonctionne du lundi au vendredi de 6h15 à 19h55. - Histoire : Avant le 2 septembre 2019, la ligne portait le numéro 529. - Date de dernière mise à jour : 9 mai 2020. | | | | | | | | |
| 329   | Dernière actualisation : — | | | | | | | | |

### Lignes 340 à 349
| Ligne | Caractéristiques | Caractéristiques                                                                                                   | Caractéristiques                                                                                                   | Caractéristiques                                                                                                   | Caractéristiques                                                                                                   | Caractéristiques                                                                                                   | Caractéristiques                                                                                                   | Caractéristiques                                                                                                   | Caractéristiques                                                                                                   |
| 342   | L'Isle-en-Dodon — Mairie ⥋ Saint-Pé-Delbosc — Rebirechioulet / Saint-Gaudens — Lycée Bagatelle | L'Isle-en-Dodon — Mairie ⥋ Saint-Pé-Delbosc — Rebirechioulet / Saint-Gaudens — Lycée Bagatelle                     | L'Isle-en-Dodon — Mairie ⥋ Saint-Pé-Delbosc — Rebirechioulet / Saint-Gaudens — Lycée Bagatelle                     | L'Isle-en-Dodon — Mairie ⥋ Saint-Pé-Delbosc — Rebirechioulet / Saint-Gaudens — Lycée Bagatelle                     | L'Isle-en-Dodon — Mairie ⥋ Saint-Pé-Delbosc — Rebirechioulet / Saint-Gaudens — Lycée Bagatelle                     | L'Isle-en-Dodon — Mairie ⥋ Saint-Pé-Delbosc — Rebirechioulet / Saint-Gaudens — Lycée Bagatelle                     | L'Isle-en-Dodon — Mairie ⥋ Saint-Pé-Delbosc — Rebirechioulet / Saint-Gaudens — Lycée Bagatelle                     | L'Isle-en-Dodon — Mairie ⥋ Saint-Pé-Delbosc — Rebirechioulet / Saint-Gaudens — Lycée Bagatelle                     | L'Isle-en-Dodon — Mairie ⥋ Saint-Pé-Delbosc — Rebirechioulet / Saint-Gaudens — Lycée Bagatelle                     |
| ----- | --- | --- | --- | --- | --- | --- | --- | --- | --- |
| 342   | Ouverture / Fermeture — / — | Longueur 40 km | Durée 20-60 min | Nb. d’arrêts 23 | Matériel Mercedes-Benz Intouro                                                                                     | Jours de fonctionnement L, Ma, Me, J, V, S                                                                         | Jour / Soir / Nuit / Fêtes O / N / N / N                                                                           | Voy. / an — | Exploitant |
| 342   | Desserte : - Villes et lieux desservis : L'Isle-en-Dodon (Mairie, Église Saint-Adrien de L'Isle-en-Dodon, Communauté de Communes), Anan (Eglise Saint-Jean, Mairie), Saint-Laurent (Eglise, Salle des Fêtes, Mairie), Montesquieu-Guittaut (RD 17), Montbernard (RD 17), Escanecrabe (RD 17), Saint-Pé-Delbosc (RD 17), Ciadoux (Mairie), Montgaillard-sur-Save (Cimetière), Saman (RD 98), Saint-Lary-Boujean (RD 5), Saint-Marcet (RD 5), Saint-Gaudens (Lycée Agricole, Piscine Municipale, Théâtre Jean Marmignon, Square Azémar, Lycée Sainte-Thérèse, Collège Leclerc, Lycée général et technologique Bagatelle). - Gare desservie : — | | | | | | | | |
| 342   | Autre : - Arrêts non accessibles aux UFR : L'Isle-en-Dodon Mairie ; Anan ; Saint-Laurent Bourouillas ; Montesquieu-Guittaut Chemin de Guittaut ; Saint-Pé-Delbosc Rebirechioulet ; Ciadoux Centre ; Montgaillard-sur-Save Cimetière ; Saman Calvaire ; Saint-Lary-Boujean Saint-Pantatin ; Saint-Marcet Prat-Bediaou ; Saint-Gaudens Lycée Agricole ; Saint-Gaudens Renaissance ; Saint-Gaudens Collège Leclerc. - Amplitudes horaires : La ligne circule du lundi au vendredi de 6h50 à 19h et le samedi de 7h à 18h15. - Histoire : Avant le 2 septembre 2019, la ligne portait le numéro 42. - Date de dernière mise à jour : 9 mai 2020. | | | | | | | | |
| 342   | Dernière actualisation : — | | | | | | | | |
| 343   | Sabonnères — Ecole - Mairie ⥋ Toulouse — Gare Routière | Sabonnères — Ecole - Mairie ⥋ Toulouse — Gare Routière                                                             | Sabonnères — Ecole - Mairie ⥋ Toulouse — Gare Routière                                                             | Sabonnères — Ecole - Mairie ⥋ Toulouse — Gare Routière                                                             | Sabonnères — Ecole - Mairie ⥋ Toulouse — Gare Routière                                                             | Sabonnères — Ecole - Mairie ⥋ Toulouse — Gare Routière                                                             | Sabonnères — Ecole - Mairie ⥋ Toulouse — Gare Routière                                                             | Sabonnères — Ecole - Mairie ⥋ Toulouse — Gare Routière                                                             | Sabonnères — Ecole - Mairie ⥋ Toulouse — Gare Routière                                                             |
| 343   | Ouverture / Fermeture — / — | Longueur 61 km | Durée 90-105 min                                                                                                   | Nb. d’arrêts 46 | Matériel Renault Tracer - Irisbus Ares Irisbus Arway - Mercedes Integro                                            | Jours de fonctionnement L, Ma, Me, J, V, S                                                                         | Jour / Soir / Nuit / Fêtes O / N / N / N                                                                           | Voy. / an — | Exploitant |
| 343   | Desserte : - Villes et lieux desservis : Sabonnères (Eglise Saint-Germain, Mairie, Cimetière), Bragayrac (Eglise), Saint-Thomas (Eglise, Mairie), Empeaux (Eglise Saint-Sabin, Cimetière, Mairie), Saiguède (Eglise, Mairie, Stade), Bonrepos-sur-Aussonnelle (Mairie, Eglise), Fontenilles (Mairie, Eglise Saint-Martin, Lotissement Les Tilleuls, Lotissement La Bourdette), La Salvetat-Saint-Gilles (Quartier de l'Apothicaire, Collège Galilée, Stade, Mairie, Château, Médiathèque, Centre Commercial, Parc d'Activités de Taure), Colomiers (Quartier de la Gare, Esplanade François Mitterrand, Lycée ORT Maurice Grynfogel), Toulouse (Saint-Martin-du-Touch, Airbus Saint-Martin, Cimetière de Saint-Martin-du-Touch, Purpan, Centre Commercial Purpan, Hôpital Purpan, Écoquartier de la Cartoucherie, Institut Catholique d'Arts et Métiers, Patte d'Oie, Saint-Cyprien, Compans-Caffarelli, Toulouse Business School, Jardin japonais, Centre des congrès Pierre Baudis, Conseil départemental de la Haute-Garonne, Canal du Midi, Matabiau). - Stations et gares desservies : Toulouse-Matabiau, Colomiers, Gare routière de Toulouse, Marengo - SNCF, Compans-Caffarelli, Saint-Cyprien - République, Patte-d'Oie. | | | | | | | | |
| 343   | Autre : - Arrêts non accessibles aux UFR : Sabonneres Ecole-Mairie ; Saint-Thomas Mairie ; Saiguede Mairie ; Fontenilles Berdoulet Ouest ; La Salvetat-Saint-Gilles Stade ; La Salvetat-Saint-Gilles Taure ; Toulouse Aneto. - Amplitudes horaires : La ligne circule du lundi au vendredi de 6h20 à 8h45 et de 17h à 19h30, avec un passage au départ de Toulouse le mercredi à 12h15. - Histoire : Avant le 2 septembre 2019, la ligne portait le numéro 43. - Date de dernière mise à jour : 9 mai 2020. | | | | | | | | |
| 343   | Dernière actualisation : — | | | | | | | | |
| 344   | Boulogne-sur-Gesse — Collège / Saint-Pé-Delbosc — Rebirechioulet ⥋ Saint-Gaudens — Jardin Public / Lycée Bagatelle | Boulogne-sur-Gesse — Collège / Saint-Pé-Delbosc — Rebirechioulet ⥋ Saint-Gaudens — Jardin Public / Lycée Bagatelle | Boulogne-sur-Gesse — Collège / Saint-Pé-Delbosc — Rebirechioulet ⥋ Saint-Gaudens — Jardin Public / Lycée Bagatelle | Boulogne-sur-Gesse — Collège / Saint-Pé-Delbosc — Rebirechioulet ⥋ Saint-Gaudens — Jardin Public / Lycée Bagatelle | Boulogne-sur-Gesse — Collège / Saint-Pé-Delbosc — Rebirechioulet ⥋ Saint-Gaudens — Jardin Public / Lycée Bagatelle | Boulogne-sur-Gesse — Collège / Saint-Pé-Delbosc — Rebirechioulet ⥋ Saint-Gaudens — Jardin Public / Lycée Bagatelle | Boulogne-sur-Gesse — Collège / Saint-Pé-Delbosc — Rebirechioulet ⥋ Saint-Gaudens — Jardin Public / Lycée Bagatelle | Boulogne-sur-Gesse — Collège / Saint-Pé-Delbosc — Rebirechioulet ⥋ Saint-Gaudens — Jardin Public / Lycée Bagatelle | Boulogne-sur-Gesse — Collège / Saint-Pé-Delbosc — Rebirechioulet ⥋ Saint-Gaudens — Jardin Public / Lycée Bagatelle |
| 344   | Ouverture / Fermeture 3 septembre 2018 / — | Longueur 30 km | Durée 10-50 min | Nb. d’arrêts 20 | Matériel — | Jours de fonctionnement L, Ma, Me, J, V, S                                                                         | Jour / Soir / Nuit / Fêtes O / N / N / N                                                                           | Voy. / an — | Exploitant Boubee                                                                                                  |
| 344   | Desserte : - Villes et lieux desservis : Boulogne-sur-Gesse (Collège du Pays de la Gesse, Stade, Centre Commercial, Caserne, Terrain d'Honneur Charles Suran, Lac), Blajan (Mairie, Eglise, Cimetière, Lotissement Bellevue), Saint-Pé-Delbosc (RD 635), Ciadoux (Eglise, Mairie), Montgaillard-sur-Save (Cimetière), Saman (RD 5), Saint-Lary-Boujean (RD 5), Saint-Marcet (RD 5, Stade), Saint-Gaudens (Lycée Agricole, Piscine Municipale, Théâtre Jean Marmignon, Square Azémar, Lycée Sainte-Thérèse, Collège Leclerc, Lycée général et technologique Bagatelle). - Gare desservie : — | | | | | | | | |
| 344   | Autre : - Arrêts non accessibles aux UFR : Boulogne-sur-Gesse Collège ; Blajan Mairie ; Saint-Pé-Delbosc Rebirechioulet ; Ciadoux Centre ; Montgaillard-sur-Save Cimetière ; Saman Calvaire ; Saint-Lary-Boujean Saint-Patatin ; Saint-Marcet Prat-Bediaou ; Lodes Village ; Saint-Ignan Calvaire ; Saint-Gaudens Lycée Agricole ; Saint-Gaudens Renaissance ; Saint-Gaudens Collège Leclerc. - Amplitudes horaires : La ligne circule du lundi au vendredi de 7h à 19h et le samedi de 13h50 à 18h10. - Particularités : A certains services, une correspondance à Saint-Pé-Delbosc est obligatoire pour rejoindre Saint-Gaudens. - Histoire : Avant le 2 septembre 2019, la ligne portait le numéro 43. - Date de dernière mise à jour : 9 mai 2020. | | | | | | | | |
| 344   | Dernière actualisation : — | | | | | | | | |

### Lignes 350 à 359
| Ligne | Caractéristiques | Caractéristiques | Caractéristiques | Caractéristiques | Caractéristiques | Caractéristiques | Caractéristiques | Caractéristiques | Caractéristiques |
| 350   | Avignonet-Lauragais — Mairie / Baziège — Ecoles ⥋ Toulouse — Université-Paul-Sabatier | Avignonet-Lauragais — Mairie / Baziège — Ecoles ⥋ Toulouse — Université-Paul-Sabatier                                                                                 | Avignonet-Lauragais — Mairie / Baziège — Ecoles ⥋ Toulouse — Université-Paul-Sabatier                                                                                 | Avignonet-Lauragais — Mairie / Baziège — Ecoles ⥋ Toulouse — Université-Paul-Sabatier                                                                                 | Avignonet-Lauragais — Mairie / Baziège — Ecoles ⥋ Toulouse — Université-Paul-Sabatier                                                                                 | Avignonet-Lauragais — Mairie / Baziège — Ecoles ⥋ Toulouse — Université-Paul-Sabatier                                                                                 | Avignonet-Lauragais — Mairie / Baziège — Ecoles ⥋ Toulouse — Université-Paul-Sabatier                                                                                 | Avignonet-Lauragais — Mairie / Baziège — Ecoles ⥋ Toulouse — Université-Paul-Sabatier                                                                                 | Avignonet-Lauragais — Mairie / Baziège — Ecoles ⥋ Toulouse — Université-Paul-Sabatier                                                                                 |
| ----- | --- | --- | --- | --- | --- | --- | --- | --- | --- |
| 350   | Ouverture / Fermeture — / — | Longueur 41 km | Durée 50-70 min | Nb. d’arrêts 53 | Matériel Mercedes-Benz Intouro Irisbus Arway | Jours de fonctionnement L, Ma, Me, J, V, S | Jour / Soir / Nuit / Fêtes O / N / N / N | Voy. / an — | Exploitant Keolis Garonne |
| 350   | Desserte : - Villes et lieux desservis : Avignonet-Lauragais (Mairie, Route nationale 113), Villefranche-de-Lauragais (Lycée polyvalent Léon Blum, Skatepark, Office de Tourisme, Square du Général de Gaulle, Parc des Sports, Gendarmerie), Montgaillard-Lauragais (Lotissement du Moulin, Route nationale 113), Villenouvelle (Eglise Saint-Saturnin, Monument aux Morts, Halle, Mairie, Parc), Baziège (Zone d'Activités Agronomiques, Eglise Saint-Etienne, Cimetière), Ayguesvives (Zone Industrielle de la Val Priout, Écluse d'Ayguesvives), Montgiscard (Zone Commerciale En Rouzaut, Gendarmerie, Eglise Saint-André, Mairie, Monument aux Morts, Écluse de Montgiscard, Stade), Donneville (Mairie, Route nationale 113), Deyme (Route nationale 113), Pompertuzat (Château Rodoloze, Centre Commercial Route nationale 113), Péchabou (Salle Poumirol, Parc du Merlet), Castanet-Tolosan (Résidence Bella Ciutat, Eglise Saint-Gervais-et-Saint-Protais, Parc de la Mairie, Ecole Danton Cazelles), Auzeville-Tolosane (Parc, Salle Polyvalente La Durante, Centre Commercial, Agrobiopole Auzeville-Tolosane), Ramonville-Saint-Agne (Zone d'Activités du Sud, Ecoquartier Floralies-Maragon, Mairie, ASEI Centre Jean Lagarde), Toulouse (Lycée professionnel Renée Bonnet, Université Toulouse-III-Paul-Sabatier, Lycée Bellevue). - Station et gare desservie : Université Paul Sabatier, Baziège. | | | | | | | | |
| 350   | Autre : - Arrêts non accessibles aux UFR : Avignonet Mairie ; Avignonet St-Brice ; Villefranche Plaisance ; Villefranche République ; Villenouvelle La Bascule ; Villenouvelle Roquefort ; Baziège Grand Rue ; Montgiscard Gendarmerie ; Donneville Mairie ; Deyme Les Violettes ; Ramonville Pastourelles. - Amplitudes horaires : La ligne circule du lundi au vendredi de 6h10 à 19h55 et le samedi de 6h10 à 9h10 et de 17h30 à 18h20. - Histoire : Avant le 2 septembre 2019, la ligne portait le numéro 50. - Date de dernière mise à jour : 9 mai 2020. | | | | | | | | |
| 350   | Dernière actualisation : — | | | | | | | | |
| 351   | Villemur-sur-Tarn — Place Saint-Jean / Fronton — Parking Lycée ⥋ Toulouse — Borderouge / Gare Routière | Villemur-sur-Tarn — Place Saint-Jean / Fronton — Parking Lycée ⥋ Toulouse — Borderouge / Gare Routière                                                                | Villemur-sur-Tarn — Place Saint-Jean / Fronton — Parking Lycée ⥋ Toulouse — Borderouge / Gare Routière                                                                | Villemur-sur-Tarn — Place Saint-Jean / Fronton — Parking Lycée ⥋ Toulouse — Borderouge / Gare Routière                                                                | Villemur-sur-Tarn — Place Saint-Jean / Fronton — Parking Lycée ⥋ Toulouse — Borderouge / Gare Routière                                                                | Villemur-sur-Tarn — Place Saint-Jean / Fronton — Parking Lycée ⥋ Toulouse — Borderouge / Gare Routière                                                                | Villemur-sur-Tarn — Place Saint-Jean / Fronton — Parking Lycée ⥋ Toulouse — Borderouge / Gare Routière                                                                | Villemur-sur-Tarn — Place Saint-Jean / Fronton — Parking Lycée ⥋ Toulouse — Borderouge / Gare Routière                                                                | Villemur-sur-Tarn — Place Saint-Jean / Fronton — Parking Lycée ⥋ Toulouse — Borderouge / Gare Routière                                                                |
| 351   | Ouverture / Fermeture — / — | Longueur 46 km | Durée 65 min | Nb. d’arrêts 56 | Matériel Renault Tracer - Irisbus Arès Irisbus Arway - Mercedes Integro                                                                                               | Jours de fonctionnement L, Ma, Me, J, V, S, D | Jour / Soir / Nuit / Fêtes O / N / N / O | Voy. / an — | Exploitant |
| 351   | Desserte : - Villes et lieux desservis : Villemur-sur-Tarn (Mairie, Eglise Saint-Michel, Stade Maurice Gaussens, Brusson, Parc, Eglise évangélique, EHPAD, Gendarmerie, Eglise de Magnanac), Villaudric (Zone Artisanale des Carolles, Château de Villaudric, Mairie, Eglise), Fronton (Lycée général Pierre Bourdieu, Mairie, Clinique Saint-Roch, Gendarmerie, Centre Commercial Cœur de Vigne), Bouloc (Mairie, Square du Footballeur), Villeneuve-lès-Bouloc (Eurocentre, RD 4), Saint-Sauveur (Centre Commercial), Bruguières (Mairie, Eglise), Saint-Alban (Zone d'Activité du Tavernier, Mairie, Stade, Centre Commercial), Aucamville (Collège les Violettes, Mairie, Parc, Eglise Notre-Dame, Cimetière, Centre Commercial Scandia), Toulouse (Lalande, Lycée Urbain-Vitry, Lycée polyvalent Toulouse-Lautrec, Collège Rosa Parks, Fondeyre, Barrière-de-Paris, Les Minimes, Conseil départemental de la Haute-Garonne, Matabiau). - Stations et gare desservies : Toulouse-Matabiau, Gare routière de Toulouse, Marengo - SNCF, Barrière de Paris, Borderouge. | | | | | | | | |
| 351   | Autre : - Arrêts non accessibles aux UFR : Villemur Place Saint-Jean ; Villemur Leclerc ; Villaudric Mairie ; Fronton Lycée ; Fronton Mairie ; Bouloc Betinats ; Bouloc Mairie ; Villeneuve-lès-Bouloc Masseribault ; Bruguières Mairie ; Saint-Alban Mairie ; Aucamville Raude-Lauzette ; Toulouse Rigal ; Toulouse Gutenberg. - Amplitudes horaires : La ligne circule du lundi au vendredi de 5h50 à 20h15, le samedi de 7h45 à 19h45 et le dimanche de 8h30 à 18h55. - Histoire : Avant le 2 septembre 2019, la ligne portait le numéro 51. - Date de dernière mise à jour : 9 mai 2020. | | | | | | | | |
| 351   | Dernière actualisation : — | | | | | | | | |
| 352   | Villemur-sur-Tarn — Place Saint-Jean ⥋ Toulouse — Gare Routière par Cépet | Villemur-sur-Tarn — Place Saint-Jean ⥋ Toulouse — Gare Routière par Cépet                                                                                             | Villemur-sur-Tarn — Place Saint-Jean ⥋ Toulouse — Gare Routière par Cépet                                                                                             | Villemur-sur-Tarn — Place Saint-Jean ⥋ Toulouse — Gare Routière par Cépet                                                                                             | Villemur-sur-Tarn — Place Saint-Jean ⥋ Toulouse — Gare Routière par Cépet                                                                                             | Villemur-sur-Tarn — Place Saint-Jean ⥋ Toulouse — Gare Routière par Cépet                                                                                             | Villemur-sur-Tarn — Place Saint-Jean ⥋ Toulouse — Gare Routière par Cépet                                                                                             | Villemur-sur-Tarn — Place Saint-Jean ⥋ Toulouse — Gare Routière par Cépet                                                                                             | Villemur-sur-Tarn — Place Saint-Jean ⥋ Toulouse — Gare Routière par Cépet                                                                                             |
| 352   | Ouverture / Fermeture — / — | Longueur 46 km | Durée 55-75 min | Nb. d’arrêts 40 | Matériel Renault Tracer - Irisbus Ares Irisbus Arway - Mercedes Integro                                                                                               | Jours de fonctionnement L, Ma, Me, J, V | Jour / Soir / Nuit / Fêtes O / N / N / N | Voy. / an — | Exploitant |
| 352   | Desserte : - Villes et lieux desservis : Villemur-sur-Tarn (Mairie, Eglise Saint-Michel, Stade Maurice Gaussens, Brusson, Eglise évangélique, EHPAD, Parc, Gendarmerie, Zone d'Activités de Pechnauquié), Villematier (Mairie), Villeneuve-lès-Bouloc (RD 14), Vacquiers (RD 14, Mairie), Cépet (Mairie), Gratentour (Mairie, Eglise), Castelginest (Pôle Emploi), Saint-Alban (Centre Commercial), Aucamville (Collège les Violettes, Mairie, Parc, Eglise Notre-Dame, Cimetière, Centre Commercial Scandia), Toulouse (Lalande, Lycée Urbain-Vitry, Lycée polyvalent Toulouse-Lautrec, Collège Rosa Parks, Fondeyre, Barrière-de-Paris, Les Minimes, Conseil départemental de la Haute-Garonne, Matabiau). - Stations et gares desservies : Toulouse-Matabiau, Gare routière de Toulouse, Marengo - SNCF, Barrière de Paris. | | | | | | | | |
| 352   | Autre : - Arrêts non accessibles aux UFR : Villemur Place Saint-Jean ; Villemur Leclerc ; Villemur Pechnauquié ; Villematier Mairie ; Villemur La Bordasse ; Villenuve-lès-Bouloc Clos Mignon ; Vacquiers Caroulet ; Cépet Mairie ; Gratentour Poste ; Castelginest Pont-Viel ; Saint-Alban Mariel ; Toulouse Rigal ; Toulouse Gutenberg. - Amplitudes horaires : La ligne circule du lundi au vendredi, de 6h20 à 9h10 et de 17h20 à 19h30, avec un trajet au départ de Toulouse à 12h40 le mercredi. - Particularités : La ligne dessert Vacquiers et Gargas en effectuant en détour à certains services, ou alors uniquement à la demande. - Histoire : Avant le 2 septembre 2019, la ligne portait le numéro 52. - Date de dernière mise à jour : 9 mai 2020. | | | | | | | | |
| 352   | Dernière actualisation : — | | | | | | | | |
| 353   | Bessières — Le Triangle ⥋ Balma — Balma – Gramont | Bessières — Le Triangle ⥋ Balma — Balma – Gramont | Bessières — Le Triangle ⥋ Balma — Balma – Gramont | Bessières — Le Triangle ⥋ Balma — Balma – Gramont | Bessières — Le Triangle ⥋ Balma — Balma – Gramont | Bessières — Le Triangle ⥋ Balma — Balma – Gramont | Bessières — Le Triangle ⥋ Balma — Balma – Gramont | Bessières — Le Triangle ⥋ Balma — Balma – Gramont | Bessières — Le Triangle ⥋ Balma — Balma – Gramont |
| 353   | Ouverture / Fermeture — / — | Longueur 39 km | Durée 50 min | Nb. d’arrêts 15 | Matériel Renault Tracer - Irisbus Ares Irisbus Arway - Mercedes Integro                                                                                               | Jours de fonctionnement L, Ma, Me, J, V | Jour / Soir / Nuit / Fêtes O / N / N / N | Voy. / an — | Exploitant |
| 353   | Desserte : - Villes et lieux desservis : Bessières (Zone d'Activités du Triangle), La Magdelaine-sur-Tarn (Mairie, Eglise), Montjoire (RD 15), Paulhac (Salle des Fêtes, Mairie, Eglise), Montastruc-la-Conseillère (Route nationale 88, Garidech (Eglise, Cimetière, Route nationale 88), Gragnague (Centre Équestre, Mairie, Eglise Saint-Vincent), Balma (Gramont, Centre Commercial Espace Gramont). - Station desservie : Balma - Gramont. | | | | | | | | |
| 353   | Autre : - Arrêts non accessibles aux UFR : La Magdelaine-sur-Tarn Mairie, Paulhac Salles des Fêtes vers Balma, Gragnague Eglise vers Bessières. - Amplitudes horaires : La ligne circule du lundi au vendredi de 6h30 à 7h35 et de 17h à 19h50, avec un aller-retour à la mi-journée. - Histoire : Avant le 2 septembre 2019, la ligne portait le numéro 53. - Date de dernière mise à jour : 9 mai 2020. | | | | | | | | |
| 353   | Dernière actualisation : — | | | | | | | | |
| 354   | Buzet-sur-Tarn — Cimetière ⥋ Toulouse — Borderouge / Gare Routière | Buzet-sur-Tarn — Cimetière ⥋ Toulouse — Borderouge / Gare Routière | Buzet-sur-Tarn — Cimetière ⥋ Toulouse — Borderouge / Gare Routière | Buzet-sur-Tarn — Cimetière ⥋ Toulouse — Borderouge / Gare Routière | Buzet-sur-Tarn — Cimetière ⥋ Toulouse — Borderouge / Gare Routière | Buzet-sur-Tarn — Cimetière ⥋ Toulouse — Borderouge / Gare Routière | Buzet-sur-Tarn — Cimetière ⥋ Toulouse — Borderouge / Gare Routière | Buzet-sur-Tarn — Cimetière ⥋ Toulouse — Borderouge / Gare Routière | Buzet-sur-Tarn — Cimetière ⥋ Toulouse — Borderouge / Gare Routière |
| 354   | Ouverture / Fermeture — / — | Longueur 39 km | Durée 60-75 min | Nb. d’arrêts 34 | Matériel Renault Tracer - Irisbus Ares Irisbus Arway - Mercedes Integro                                                                                               | Jours de fonctionnement L, Ma, Me, J, V | Jour / Soir / Nuit / Fêtes O / N / N / N | Voy. / an — | Exploitant |
| 354   | Desserte : - Villes et lieux desservis : Buzet-sur-Tarn (Cimetière), Bessières (Mairie, Eglise Saint-Jean-Baptiste, Zone commerciale des Portes de Bessières, Zone d'Activités du Triangle), La Magdelaine-sur-Tarn (Mairie, Eglise), Montjoire (Mairie, Eglise), Paulhac (RD 15), Villariès (Mairie, Eglise), Montberon (Eglise, Cimetière), Pechbonnieu (Collège Jean Dieuzaide, Mairie, Église Saint-Jacques de Pechbonnieu, Communauté de Communes), Saint-Loup-Cammas (Eglise, Cimetière), Saint-Geniès-Bellevue (Eglise, Château de Saint-Geniès), L'Union, Toulouse (Croix-Daurade, Borderouge, Le Métronum, La Maourine, Cinéma Utopia, Lycée Raymond Naves, Bonnefoy, Matabiau). - Stations et gares desservies : Toulouse-Matabiau, Gare routière de Toulouse, Marengo - SNCF, Borderouge. | | | | | | | | |
| 354   | Autre : - Arrêts non accessibles aux UFR : Toulouse Lycée Raymond Naves ; Saint-Geniès-Bellevue Centre ; Saint-Loup-Cammas Marigny ; Pechbonnieu Collège ; Montberon Eglise ; Villariès Mairie ; Villariès Aygouse ; Montjoire Malpas ; Bessières Les Friques ; Buzet Cimetière. - Amplitudes horaires : La ligne circule du lundi au vendredi de 6h30 à 19h45. - Histoire : Avant le 2 septembre 2019, la ligne portait le numéro 54. - Date de dernière mise à jour : 9 mai 2020. | | | | | | | | |
| 354   | Dernière actualisation : — | | | | | | | | |
| 355   | Villemur-sur-Tarn — Place Saint Jean / Bessières — Le Triangle / Montastruc-la-Conseillère — La Valade - Lac / La Conseillère ⥋ Toulouse — Borderouge / Gare Routière | Villemur-sur-Tarn — Place Saint Jean / Bessières — Le Triangle / Montastruc-la-Conseillère — La Valade - Lac / La Conseillère ⥋ Toulouse — Borderouge / Gare Routière | Villemur-sur-Tarn — Place Saint Jean / Bessières — Le Triangle / Montastruc-la-Conseillère — La Valade - Lac / La Conseillère ⥋ Toulouse — Borderouge / Gare Routière | Villemur-sur-Tarn — Place Saint Jean / Bessières — Le Triangle / Montastruc-la-Conseillère — La Valade - Lac / La Conseillère ⥋ Toulouse — Borderouge / Gare Routière | Villemur-sur-Tarn — Place Saint Jean / Bessières — Le Triangle / Montastruc-la-Conseillère — La Valade - Lac / La Conseillère ⥋ Toulouse — Borderouge / Gare Routière | Villemur-sur-Tarn — Place Saint Jean / Bessières — Le Triangle / Montastruc-la-Conseillère — La Valade - Lac / La Conseillère ⥋ Toulouse — Borderouge / Gare Routière | Villemur-sur-Tarn — Place Saint Jean / Bessières — Le Triangle / Montastruc-la-Conseillère — La Valade - Lac / La Conseillère ⥋ Toulouse — Borderouge / Gare Routière | Villemur-sur-Tarn — Place Saint Jean / Bessières — Le Triangle / Montastruc-la-Conseillère — La Valade - Lac / La Conseillère ⥋ Toulouse — Borderouge / Gare Routière | Villemur-sur-Tarn — Place Saint Jean / Bessières — Le Triangle / Montastruc-la-Conseillère — La Valade - Lac / La Conseillère ⥋ Toulouse — Borderouge / Gare Routière |
| 355   | Ouverture / Fermeture — / — | Longueur 61 km | Durée 40-90 min | Nb. d’arrêts 22 | Matériel Renault Tracer - Irisbus Ares Irisbus Arway - Mercedes Integro                                                                                               | Jours de fonctionnement L, Ma, Me, J, V, S, D | Jour / Soir / Nuit / Fêtes O / N / N / O | Voy. / an — | Exploitant |
| 355   | Desserte : - Villes et lieux desservis : Villemur-sur-Tarn (Zone d'Activité de Pechnauquié), Bondigoux (Clinique du château de Vernhes), Layrac-sur-Tarn, Mirepoix-sur-Tarn, Bessières (Zone d'Activité du Triangle), Buzet-sur-Tarn, Gémil, Montastruc-la-Conseillère, Garidech, Castelmaurou, Saint-Jean, L'Union, Toulouse (Lycée Raymond Naves). - Station et gares desservies : Toulouse-Matabiau, Gare routière de Toulouse, Marengo - SNCF, Borderouge. | | | | | | | | |
| 355   | Autre : - Arrêts non accessibles aux UFR : Villemur Place Saint-Jean ; Bondigoux Ecole ; Layrac Mairie ; Mirepoix Place de la République ; Buzet Cimetière ; Buzet Sayers ; Montastruc La Valade - Lac ; Montastruc Chemin Vert ; Castelmaurou Mairie ; Saint-Jean Mairie ; L'Union Centre Commercial ; Toulouse Lycée Raymond Naves. - Amplitudes horaires : La ligne circule du lundi au vendredi de 6h25 à 19h40, le samedi de 7h40 à 19h40 et le dimanche de 8h30 à 18h40. - Histoire : Avant le 2 septembre 2019, la ligne portait le numéro 55. - Date de dernière mise à jour : 9 mai 2020. | | | | | | | | |
| 355   | Dernière actualisation : — | | | | | | | | |
| 356   | Vaudreuille — Saint-Ferréol / Revel — Claude Nougaro ⥋ Toulouse — Gare Routière | Vaudreuille — Saint-Ferréol / Revel — Claude Nougaro ⥋ Toulouse — Gare Routière                                                                                       | Vaudreuille — Saint-Ferréol / Revel — Claude Nougaro ⥋ Toulouse — Gare Routière                                                                                       | Vaudreuille — Saint-Ferréol / Revel — Claude Nougaro ⥋ Toulouse — Gare Routière                                                                                       | Vaudreuille — Saint-Ferréol / Revel — Claude Nougaro ⥋ Toulouse — Gare Routière                                                                                       | Vaudreuille — Saint-Ferréol / Revel — Claude Nougaro ⥋ Toulouse — Gare Routière                                                                                       | Vaudreuille — Saint-Ferréol / Revel — Claude Nougaro ⥋ Toulouse — Gare Routière                                                                                       | Vaudreuille — Saint-Ferréol / Revel — Claude Nougaro ⥋ Toulouse — Gare Routière                                                                                       | Vaudreuille — Saint-Ferréol / Revel — Claude Nougaro ⥋ Toulouse — Gare Routière                                                                                       |
| 356   | Ouverture / Fermeture — / — | Longueur 88 km | Durée 60-85 min | Nb. d’arrêts 24 | Matériel Irisbus Arway - Mercedes Intouro | Jours de fonctionnement L, Ma, Me, J, V, S, D | Jour / Soir / Nuit / Fêtes O / N / N / O | Voy. / an — | Exploitant Keolis Garonne |
| 356   | Desserte : - Villes et lieux desservis : Vaudreuille (Lac de Saint-Ferréol), Revel (Lycée Vincent Auriol), Montégut-Lauragais, Saint-Julia, Le Cabanial, Auriac-sur-Vendinelle, Caraman, Maureville, Aurin, Lanta (Centre Commercial), Saint-Pierre-de-Lages, Drémil-Lafage, Flourens, Quint-Fonsegrives, Balma, Toulouse (Aérodrome). - Station et gares desservies : Toulouse-Matabiau, Gare routière de Toulouse, Marengo - SNCF. | | | | | | | | |
| 356   | Autre : - Arrêts non accessibles aux UFR : Revel Lep ; Montegut-Lauragais Village ; Montegut-Lauragais Mauran ; Saint-Julia Saint-Paul ; Le Cabanial Les Barthes ; Auriac-sur-Vendinelle Vendinelle ; Caraman Mairie ; Maureville En Bramelle ; Aurin Castelvert ; Lanta Centre Commercial ; Saint-Pierre-de-Lages Mairie ; Drémil-Lafage Lafage ; Drémil-Lafage Auriol ; Quint-Fonsegrives Mairie ; Balma Aérodrome. - Amplitudes horaires : La ligne circule du lundi au vendredi de 6h à 20h25, le samedi de 6h20 à 20h25 et le dimanche de 9h à 18h30. - Particularités : Certains services ne circulent que du 1er juin au 30 septembre vers le lac de Saint-Ferréol. - Histoire : Avant le 2 septembre 2019, la ligne portait le numéro 56. - Date de dernière mise à jour : 9 mai 2020. | | | | | | | | |
| 356   | Dernière actualisation : — | | | | | | | | |
| 357   | Vaudreuille — Saint-Ferréol / Revel — Claude Nougaro ⥋ Toulouse — Gare Routière | Vaudreuille — Saint-Ferréol / Revel — Claude Nougaro ⥋ Toulouse — Gare Routière                                                                                       | Vaudreuille — Saint-Ferréol / Revel — Claude Nougaro ⥋ Toulouse — Gare Routière                                                                                       | Vaudreuille — Saint-Ferréol / Revel — Claude Nougaro ⥋ Toulouse — Gare Routière                                                                                       | Vaudreuille — Saint-Ferréol / Revel — Claude Nougaro ⥋ Toulouse — Gare Routière                                                                                       | Vaudreuille — Saint-Ferréol / Revel — Claude Nougaro ⥋ Toulouse — Gare Routière                                                                                       | Vaudreuille — Saint-Ferréol / Revel — Claude Nougaro ⥋ Toulouse — Gare Routière                                                                                       | Vaudreuille — Saint-Ferréol / Revel — Claude Nougaro ⥋ Toulouse — Gare Routière                                                                                       | Vaudreuille — Saint-Ferréol / Revel — Claude Nougaro ⥋ Toulouse — Gare Routière                                                                                       |
| 357   | Ouverture / Fermeture — / — | Longueur 84 km | Durée 65-85 min | Nb. d’arrêts 19 | Matériel — | Jours de fonctionnement L, Ma, Me, J, V, S, D | Jour / Soir / Nuit / Fêtes O / N / N / O | Voy. / an — | Exploitant Keolis Garonne |
| 357   | Desserte : - Villes et lieux desservis : Vaudreuille (Lac de Saint-Ferréol), Revel, Saint-Félix-Lauragais, Vaux, Maurens, Beauville, Toutens, Saint-Germier, Varennes, Labastide-Beauvoir, Fourquevaux, Odars, Auzielle, Saint-Orens-de-Gameville (Lycée Pierre-Paul Riquet), Toulouse. - Stations et gares desservies : Toulouse-Matabiau, Gare routière de Toulouse, Marengo - SNCF, Jean Jaurès, Jeanne d'Arc, François Verdier. | | | | | | | | |
| 357   | Autre : - Arrêts non accessibles aux UFR : Revel Lep ; Revel Lemarssou ; Saint-Félix-Lauragais Quartier Saint-Roch ; Vaux Mazières ; Maurens En Carron ; Beauville Château d'Eau ; Toutens Craboudette ; Saint-Germier Le Bois ; Varennes En Blanc ; Labastide-Beauvoir Mairie ; Labastide-Beauvoir Oiseaux ; Fourquevaux Cimetière Saint-Pierre ; Odars Centre ; Saint-Orens-de-Gameville Lycée. - Amplitudes horaires : La ligne circule du lundi au vendredi de 6h40 à 20h40, le samedi de 6h40 à 19h et le dimanche de 9h à 20h20. - Histoire : Avant le 2 septembre 2019, la ligne portait le numéro 57. - Date de dernière mise à jour : 9 mai 2020. | | | | | | | | |
| 357   | Dernière actualisation : — | | | | | | | | |
| 358   | Saint-Ybars — Ecole ⥋ Toulouse — Gare Routière | Saint-Ybars — Ecole ⥋ Toulouse — Gare Routière | Saint-Ybars — Ecole ⥋ Toulouse — Gare Routière | Saint-Ybars — Ecole ⥋ Toulouse — Gare Routière | Saint-Ybars — Ecole ⥋ Toulouse — Gare Routière | Saint-Ybars — Ecole ⥋ Toulouse — Gare Routière | Saint-Ybars — Ecole ⥋ Toulouse — Gare Routière | Saint-Ybars — Ecole ⥋ Toulouse — Gare Routière | Saint-Ybars — Ecole ⥋ Toulouse — Gare Routière |
| 358   | Ouverture / Fermeture — / — | Longueur 56 km | Durée 70-85 min | Nb. d’arrêts 14 | Matériel Renault Tracer - Irisbus Ares Irisbus Arway - Mercedes Integro                                                                                               | Jours de fonctionnement L, Ma, Me, J, V, S, D | Jour / Soir / Nuit / Fêtes O / N / N / O | Voy. / an — | Exploitant |
| 358   | Desserte : - Villes et lieux desservis : Saint-Ybars, Massabrac, Lézat-sur-Lèze, Saint-Sulpice-sur-Lèze, Beaumont-sur-Lèze, Lagardelle-sur-Lèze, Labarthe-sur-Lèze, Pins-Justaret, Roques-sur-Garonne (Centre Commercial), Portet-sur-Garonne (Centre Commercial), Toulouse. - Station et gares desservies : Toulouse-Matabiau, Gare routière de Toulouse, Marengo - SNCF, Jean Jaurès, Jeanne d'Arc, François Verdier, Esquirol. | | | | | | | | |
| 358   | Autre : - Arrêts non accessibles aux UFR : Saint-Ybars Ecole ; Lézat-sur-Lèze Halle ; Saint-Sulpice-sur-Lèze Victor Hugo ; Beaumont-sur-Lèze Vignoles ; Labarthe-sur-Lèze Eglise ; Roques Centre Commercial ; Portet Centre Commercial. - Amplitudes horaires : La ligne circule du lundi au vendredi de 6h10 à 19h35, avec 10 allers et 8 retours. - Histoire : Avant le 2 septembre 2019, la ligne portait le numéro 58. - Date de dernière mise à jour : 9 mai 2020. | | | | | | | | |
| 358   | Dernière actualisation : — | | | | | | | | |
| 359   | Montesquieu-Volvestre — Place Brindejonc ⥋ Noé — Centre Commercial / Toulouse — Gare Routière | Montesquieu-Volvestre — Place Brindejonc ⥋ Noé — Centre Commercial / Toulouse — Gare Routière                                                                         | Montesquieu-Volvestre — Place Brindejonc ⥋ Noé — Centre Commercial / Toulouse — Gare Routière                                                                         | Montesquieu-Volvestre — Place Brindejonc ⥋ Noé — Centre Commercial / Toulouse — Gare Routière                                                                         | Montesquieu-Volvestre — Place Brindejonc ⥋ Noé — Centre Commercial / Toulouse — Gare Routière                                                                         | Montesquieu-Volvestre — Place Brindejonc ⥋ Noé — Centre Commercial / Toulouse — Gare Routière                                                                         | Montesquieu-Volvestre — Place Brindejonc ⥋ Noé — Centre Commercial / Toulouse — Gare Routière                                                                         | Montesquieu-Volvestre — Place Brindejonc ⥋ Noé — Centre Commercial / Toulouse — Gare Routière                                                                         | Montesquieu-Volvestre — Place Brindejonc ⥋ Noé — Centre Commercial / Toulouse — Gare Routière                                                                         |
| 359   | Ouverture / Fermeture — / — | Longueur 69 km | Durée 30-100 min | Nb. d’arrêts 18 | Matériel Renault Tracer - Irisbus Ares Irisbus Arway - Mercedes Integro                                                                                               | Jours de fonctionnement L, Ma, Me, J, V, S, D | Jour / Soir / Nuit / Fêtes O / N / N / O | Voy. / an — | Exploitant |
| 359   | Desserte : - Villes et lieux desservis : Montesquieu-Volvestre, Rieux-Volvestre, Carbonne, Marquefave, Capens, Noé, Mauzac, Le Fauga, Muret, Roques-sur-Garonne (Centre Commercial), Portet-sur-Garonne (Centre Commercial), Toulouse. - Stations et gares desservies : Toulouse-Matabiau, Gare routière de Toulouse, Marengo - SNCF, Jeanne d'Arc, Jean Jaurès, François Verdier, Esquirol, Muret. | | | | | | | | |
| 359   | Autre : - Arrêts non accessibles aux UFR : Montesquieu Place Brindejonc ; Rieux-Volvestre Maison de Retraite ; Rieux-Volvestre Stade ; Carbonne Jardin Public ; Noé Place Pardailhan ; Mauzac Pont ; Le Fauga Luxembourg ; Muret Debat Ponson ; Roques Centre Commercial ; Portet Centre Commercial. - Amplitudes horaires : La ligne circule du lundi au vendredi de 5h55 à 20h10 avec 6 allers et 4 retours. Elle circule également le samedi de 7h15 à 19h45 et le dimanche de 8h30 à 19h. - Histoire : Avant le 2 septembre 2019, la ligne portait le numéro 59. - Date de dernière mise à jour : 9 mai 2020. | | | | | | | | |
| 359   | Dernière actualisation : — | | | | | | | | |

### Lignes 360 à 369
| Ligne | Caractéristiques | Caractéristiques                                                                                                | Caractéristiques                                                                                                | Caractéristiques                                                                                                | Caractéristiques                                                                                                | Caractéristiques                                                                                                | Caractéristiques                                                                                                | Caractéristiques                                                                                                | Caractéristiques                                                                                                |
| 361   | Le Fousseret — Place du Paty ⥋ Toulouse — Gare Routière / Noé — Centre Commercial | Le Fousseret — Place du Paty ⥋ Toulouse — Gare Routière / Noé — Centre Commercial                               | Le Fousseret — Place du Paty ⥋ Toulouse — Gare Routière / Noé — Centre Commercial                               | Le Fousseret — Place du Paty ⥋ Toulouse — Gare Routière / Noé — Centre Commercial                               | Le Fousseret — Place du Paty ⥋ Toulouse — Gare Routière / Noé — Centre Commercial                               | Le Fousseret — Place du Paty ⥋ Toulouse — Gare Routière / Noé — Centre Commercial                               | Le Fousseret — Place du Paty ⥋ Toulouse — Gare Routière / Noé — Centre Commercial                               | Le Fousseret — Place du Paty ⥋ Toulouse — Gare Routière / Noé — Centre Commercial                               | Le Fousseret — Place du Paty ⥋ Toulouse — Gare Routière / Noé — Centre Commercial                               |
| ----- | --- | --- | --- | --- | --- | --- | --- | --- | --- |
| 361   | Ouverture / Fermeture — / — | Longueur 62 km                                                                                                  | Durée 30-100 min                                                                                                | Nb. d’arrêts 17                                                                                                 | Matériel Mercedes Integro Renault Tracer Irisbus Ares Irisbus Arway                                             | Jours de fonctionnement L, Ma, Me, J, V, S, D                                                                   | Jour / Soir / Nuit / Fêtes O / N / N / O                                                                        | Voy. / an — | Exploitant |
| 361   | Desserte : - Villes et lieux desservis : Le Fousseret, Saint-Élix-le-Château, Lafitte-Vigordane, Peyssies, Marignac-Lasclares, Gratens, Bérat, Longages, Noé, Mauzac, Le Fauga, Muret, Roques-sur-Garonne, Portet-sur-Garonne, Toulouse. - Station et gares desservies : Marengo-SNCF , Gare de Toulouse-Matabiau, Gare de Muret, Gare routière de Toulouse | | | | | | | | |
| 361   | Autre : - Arrêts non accessibles aux UFR : Le Fousseret Benque, Saint-Elix Le Château, Lafitte-Vigordane Mairie, Peyssies Cap d'Oustau, Bérat Cité des Jardins, Muret Debat Ponsan, Roques Centre Commercial, Portet Centre Commercial, Mauzac Pont, Le Fauga Luxembourg. - Amplitudes horaires : La ligne fonctionne du lundi au vendredi de 5h50 à 20h10, le samedi de 6h25 à 19h30 et le dimanche de 8h30 à 18h25. - Histoire : Avant le 2 septembre 2019, la ligne portait le numéro 61. - Date de dernière mise à jour : 1er septembre 2019. | | | | | | | | |
| 361   | Dernière actualisation : — | | | | | | | | |
| 362   | Larra — Les Érables / Grenade — Mairie ⥋ Toulouse — Gare Routière / Blagnac — Lycée | Larra — Les Érables / Grenade — Mairie ⥋ Toulouse — Gare Routière / Blagnac — Lycée                             | Larra — Les Érables / Grenade — Mairie ⥋ Toulouse — Gare Routière / Blagnac — Lycée                             | Larra — Les Érables / Grenade — Mairie ⥋ Toulouse — Gare Routière / Blagnac — Lycée                             | Larra — Les Érables / Grenade — Mairie ⥋ Toulouse — Gare Routière / Blagnac — Lycée                             | Larra — Les Érables / Grenade — Mairie ⥋ Toulouse — Gare Routière / Blagnac — Lycée                             | Larra — Les Érables / Grenade — Mairie ⥋ Toulouse — Gare Routière / Blagnac — Lycée                             | Larra — Les Érables / Grenade — Mairie ⥋ Toulouse — Gare Routière / Blagnac — Lycée                             | Larra — Les Érables / Grenade — Mairie ⥋ Toulouse — Gare Routière / Blagnac — Lycée                             |
| 362   | Ouverture / Fermeture — / — | Longueur 37 km                                                                                                  | Durée 60-100 min                                                                                                | Nb. d’arrêts 20                                                                                                 | Matériel Mercedes Integro Renault Tracer Irisbus Ares Irisbus Arway                                             | Jours de fonctionnement L, Ma, Me, J, V, S, D                                                                   | Jour / Soir / Nuit / Fêtes O / N / N / O                                                                        | Voy. / an — | Exploitant |
| 362   | Desserte : - Villes et lieux desservis : Larra, Launac, Grenade, Merville, Aussonne, Cornebarrieu, Blagnac, Toulouse. - Stations et gares desservies : Marengo-SNCF , Patte-d'Oie , Saint-Cyprien - République , Purpan , Compans-Caffarelli , Gare de Toulouse-Matabiau, Gare routière de Toulouse. | | | | | | | | |
| 362   | Autre : - Arrêts non accessibles aux UFR : Larra Les Erables, Launac Château, Larra Ecole, Grenade Engarres, Grenade Marie, Merville La Peyre, Aussonne République, Aussonne Beauregard, Cornebarrieu Les Cèdres, Cornebarrieu Latécoère, Blagnac Dewoitine. - Amplitudes horaires : La ligne fonctionne du lundi au vendredi de 6h15 à 20h25, le samedi de 7h30 à 20h25 et le dimanche de 8h30 à 18h45. - Histoire : Avant le 2 septembre 2019, la ligne portait le numéro 62. - Date de dernière mise à jour : 1er septembre 2019. | | | | | | | | |
| 362   | Dernière actualisation : — | | | | | | | | |
| 363   | Rieumes — Le Foirail ⥋ Toulouse — Gare Routière | Rieumes — Le Foirail ⥋ Toulouse — Gare Routière                                                                 | Rieumes — Le Foirail ⥋ Toulouse — Gare Routière                                                                 | Rieumes — Le Foirail ⥋ Toulouse — Gare Routière                                                                 | Rieumes — Le Foirail ⥋ Toulouse — Gare Routière                                                                 | Rieumes — Le Foirail ⥋ Toulouse — Gare Routière                                                                 | Rieumes — Le Foirail ⥋ Toulouse — Gare Routière                                                                 | Rieumes — Le Foirail ⥋ Toulouse — Gare Routière                                                                 | Rieumes — Le Foirail ⥋ Toulouse — Gare Routière                                                                 |
| 363   | Ouverture / Fermeture — / — | Longueur 47 km                                                                                                  | Durée 65-90 min                                                                                                 | Nb. d’arrêts 15                                                                                                 | Matériel Mercedes Integro Renault Tracer Irisbus Ares Irisbus Arway                                             | Jours de fonctionnement L, Ma, Me, J, V, S                                                                      | Jour / Soir / Nuit / Fêtes O / N / N / N                                                                        | Voy. / an — | Exploitant |
| 363   | Desserte : - Villes et lieux desservis : Rieumes, Poucharramet, Lherm, Labastidette, Saint-Clar-de-Rivière, Lamasquère, Plaisance-du-Touch, Tournefeuille, Toulouse. - Stations et gares desservies : Marengo-SNCF , Saint-Cyprien - République , Patte-d'Oie , Compans-Caffarelli , Gare de Toulouse-Matabiau, Gare routière de Toulouse. | | | | | | | | |
| 363   | Autre : - Arrêts non accessibles aux UFR : Poucharramet Commanderie, Poucharramet Nagut, Lherm Place de l'Eglise, Labastidette Mairie, Saint-Clar-de-Rivière Eglise, Lamasquère Ecoles, Plaisance Birazel, Tournefeuille Petit Marquis. - Amplitudes horaires : La ligne fonctionne du lundi au vendredi de 6h10 à 19h45 et le samedi de 12h30 à 19h45. - Histoire : Avant le 2 septembre 2019, la ligne portait le numéro 63. - Date de dernière mise à jour : 1er septembre 2019. | | | | | | | | |
| 363   | Dernière actualisation : — | | | | | | | | |
| 364   | Rieumes — Le Foirail ⥋ Toulouse — Gare Routière | Rieumes — Le Foirail ⥋ Toulouse — Gare Routière                                                                 | Rieumes — Le Foirail ⥋ Toulouse — Gare Routière                                                                 | Rieumes — Le Foirail ⥋ Toulouse — Gare Routière                                                                 | Rieumes — Le Foirail ⥋ Toulouse — Gare Routière                                                                 | Rieumes — Le Foirail ⥋ Toulouse — Gare Routière                                                                 | Rieumes — Le Foirail ⥋ Toulouse — Gare Routière                                                                 | Rieumes — Le Foirail ⥋ Toulouse — Gare Routière                                                                 | Rieumes — Le Foirail ⥋ Toulouse — Gare Routière                                                                 |
| 364   | Ouverture / Fermeture — / — | Longueur 62 km                                                                                                  | Durée 70-90 min                                                                                                 | Nb. d’arrêts 9                                                                                                  | Matériel Mercedes Integro Renault Tracer Irisbus Ares Irisbus Arway                                             | Jours de fonctionnement L, Ma, Me, J, V, S, D                                                                   | Jour / Soir / Nuit / Fêtes O / N / N / O                                                                        | Voy. / an — | Exploitant |
| 364   | Desserte : - Villes et lieux desservis : Rieumes, Bérat, Lherm, Muret, Roques-sur-Garonne, Portet-sur-Garonne, Toulouse. - Station et gares desservies : Marengo-SNCF , Gare de Toulouse-Matabiau, Gare routière de Toulouse. | | | | | | | | |
| 364   | Autre : - Arrêts non accessibles aux UFR : Bérat Cap Debat, Lherm Puymulens, Lherm Place de l'Eglise, Muret Douzans, Muret Vincent Auriol, Roques Centre Commercial, Portet Centre Commercial. - Amplitudes horaires : La ligne fonctionne du lundi au vendredi de 6h30 à 18h40, le samedi de 10h15 à 18h40 et le dimanche de 9h15 à 19h40. - Histoire : Avant le 2 septembre 2019, la ligne portait le numéro 64. - Date de dernière mise à jour : 1er septembre 2019. | | | | | | | | |
| 364   | Dernière actualisation : — | | | | | | | | |
| 365   | Boulogne-sur-Gesse — Collège / Lombez — Stade - Gendarmerie ⥋ Toulouse — Gare Routière | Boulogne-sur-Gesse — Collège / Lombez — Stade - Gendarmerie ⥋ Toulouse — Gare Routière                          | Boulogne-sur-Gesse — Collège / Lombez — Stade - Gendarmerie ⥋ Toulouse — Gare Routière                          | Boulogne-sur-Gesse — Collège / Lombez — Stade - Gendarmerie ⥋ Toulouse — Gare Routière                          | Boulogne-sur-Gesse — Collège / Lombez — Stade - Gendarmerie ⥋ Toulouse — Gare Routière                          | Boulogne-sur-Gesse — Collège / Lombez — Stade - Gendarmerie ⥋ Toulouse — Gare Routière                          | Boulogne-sur-Gesse — Collège / Lombez — Stade - Gendarmerie ⥋ Toulouse — Gare Routière                          | Boulogne-sur-Gesse — Collège / Lombez — Stade - Gendarmerie ⥋ Toulouse — Gare Routière                          | Boulogne-sur-Gesse — Collège / Lombez — Stade - Gendarmerie ⥋ Toulouse — Gare Routière                          |
| 365   | Ouverture / Fermeture — / — | Longueur 96 km                                                                                                  | Durée 80-140 min                                                                                                | Nb. d’arrêts 27                                                                                                 | Matériel Mercedes Integro Renault Tracer Irisbus Ares Irisbus Arway                                             | Jours de fonctionnement L, Ma, Me, J, V, S, D                                                                   | Jour / Soir / Nuit / Fêtes O / N / N / O                                                                        | Voy. / an — | Exploitant |
| 365   | Desserte : - Villes et lieux desservis : Boulogne-sur-Gesse, Blajan, Saint-Pé-Delbosc, Escanecrabe, Montbernard, Saint-Laurent, Anan, L'Isle-en-Dodon, Cadeillan, Lombez, Samatan, Savignac-Mona, Bragayrac, Sainte-Foy-de-Peyrolières, Saint-Lys, Fonsorbes, Plaisance-du-Touch, Tournefeuille, Toulouse. - Station et gares desservies : Marengo-SNCF , Gare de Toulouse-Matabiau, Gare routière de Toulouse. | | | | | | | | |
| 365   | Autre : - Arrêts non accessibles aux UFR : Boulogne Collège, Blajan Mairie, Saint-Pé-Delbosc Rebirechioulet, Saint-Laurent Bourillas, Alan, L'Isle-en-Dodon Pyrénées, L'Isle-en-Dodon Mairie, Cadeillan En Berdanas, Lombez Poste, Lombez Stade/Gendarmerie, Lombez Mairie, Samatan Canard Gourmand, Savignac-Mona Village, Saint-Lys Boulodromme, Fonsorbes Cimetière, Plaisance Monestié. - Amplitudes horaires : La ligne fonctionne du lundi au vendredi de 5h45 à 20h15, le samedi de 6h45 à 19h50 et le dimanche de 8h55 à 19h10. - Histoire : Avant le 2 septembre 2019, la ligne portait le numéro 65. - Date de dernière mise à jour : 1er septembre 2019. | | | | | | | | |
| 365   | Dernière actualisation : — | | | | | | | | |
| 369   | Lasserre-Pradère — Mairie-Ecoles / Lévignac — Lacassagne ⥋ Blagnac — Andromède Lycée / Toulouse — Gare Routière | Lasserre-Pradère — Mairie-Ecoles / Lévignac — Lacassagne ⥋ Blagnac — Andromède Lycée / Toulouse — Gare Routière | Lasserre-Pradère — Mairie-Ecoles / Lévignac — Lacassagne ⥋ Blagnac — Andromède Lycée / Toulouse — Gare Routière | Lasserre-Pradère — Mairie-Ecoles / Lévignac — Lacassagne ⥋ Blagnac — Andromède Lycée / Toulouse — Gare Routière | Lasserre-Pradère — Mairie-Ecoles / Lévignac — Lacassagne ⥋ Blagnac — Andromède Lycée / Toulouse — Gare Routière | Lasserre-Pradère — Mairie-Ecoles / Lévignac — Lacassagne ⥋ Blagnac — Andromède Lycée / Toulouse — Gare Routière | Lasserre-Pradère — Mairie-Ecoles / Lévignac — Lacassagne ⥋ Blagnac — Andromède Lycée / Toulouse — Gare Routière | Lasserre-Pradère — Mairie-Ecoles / Lévignac — Lacassagne ⥋ Blagnac — Andromède Lycée / Toulouse — Gare Routière | Lasserre-Pradère — Mairie-Ecoles / Lévignac — Lacassagne ⥋ Blagnac — Andromède Lycée / Toulouse — Gare Routière |
| 369   | Ouverture / Fermeture — / — | Longueur 26 km                                                                                                  | Durée 37-70 min                                                                                                 | Nb. d’arrêts 20                                                                                                 | Matériel Mercedes Integro Renault Tracer Irisbus Ares Irisbus Arway                                             | Jours de fonctionnement L, Ma, Me, J, V, S, D                                                                   | Jour / Soir / Nuit / Fêtes O / N / N / O                                                                        | Voy. / an — | Exploitant |
| 369   | Desserte : - Villes et lieux desservis : Mérenvielle, Lasserre-Pradère, Lévignac, Menville, Saint-Paul-sur-Save, Montaigut-sur-Save, Daux, Mondonville, Cornebarrieu, Blagnac, Toulouse. - Stations et gares desservies : Marengo-SNCF , Saint-Cyprien - République , Patte-d'Oie , Gare de Toulouse-Matabiau, Gare routière de Toulouse. | | | | | | | | |
| 369   | Autre : - Arrêts non accessibles aux UFR : Lasserre-Pradère Mairie-Ecoles, Lévignac Lacassagne, Menville Montlezin, Saint-Paul-sur-Save Le Château, Montaigut-sur-Save Avenue de Toulouse, Montaigut Mauroux, Daux Chemin des Châteaux, Cornebarrieu Les Cèdres, Cornebarrieu Latécoère, Blagnac Dewoitine. - Amplitudes horaires : La ligne fonctionne du lundi au vendredi de 6h25 à 19h40, du samedi de 10h15 à 17h20 et le dimanche de 9h05 à 18h55. - Histoire : Avant le 2 septembre 2019, la ligne portait le numéro 69. - Date de dernière mise à jour : 1er septembre 2019.                                                                                | | | | | | | | |
| 369   | Dernière actualisation : — | | | | | | | | |

### Lignes 370 à 379
| Ligne | Caractéristiques | Caractéristiques | Caractéristiques | Caractéristiques | Caractéristiques | Caractéristiques | Caractéristiques | Caractéristiques | Caractéristiques |
| 372   | Larra — Les Érables ⥋ Toulouse — Gare Routière | Larra — Les Érables ⥋ Toulouse — Gare Routière | Larra — Les Érables ⥋ Toulouse — Gare Routière | Larra — Les Érables ⥋ Toulouse — Gare Routière | Larra — Les Érables ⥋ Toulouse — Gare Routière | Larra — Les Érables ⥋ Toulouse — Gare Routière | Larra — Les Érables ⥋ Toulouse — Gare Routière | Larra — Les Érables ⥋ Toulouse — Gare Routière | Larra — Les Érables ⥋ Toulouse — Gare Routière |
| ----- | --- | --- | --- | --- | --- | --- | --- | --- | --- |
| 372   | Ouverture / Fermeture — / — | Longueur 35 km | Durée 60-65 min | Nb. d’arrêts 16 | Matériel Mercedes Integro Renault Tracer Irisbus Ares Irisbus Arway | Jours de fonctionnement L, Ma, Me, J, V | Jour / Soir / Nuit / Fêtes O / N / N / N | Voy. / an — | Exploitant |
| 372   | Desserte : - Villes et lieux desservis : Larra, Grenade, Ondes, Saint-Jory, Lespinasse, Fenouillet, Toulouse. - Stations et gares desservies : Marengo-SNCF , Barrière-de-Paris , Gare de Toulouse-Matabiau, Gare de Lacourtensourt, Gare routière de Toulouse. | | | | | | | | |
| 372   | Autre : - Arrêts non accessibles aux UFR : Larra Les Erables, Grenade Mairie, Ondes Mairie, Ondes Lycée Agricole, Saint-Jory Ecluse, Saint-Jory Fabas, Lespinasse Les Vitarelles, Fenouillet Saint-Gobain, Toulouse Lacourtensourt Gare Sncf, Toulouse Gutenberg. - Amplitudes horaires : La ligne fonctionne du lundi au vendredi de 6h35 à 18h45, avec un aller-retour supplémentaire le mercredi à la mi-journée. - Histoire : Avant le 2 septembre 2019, la ligne portait le numéro 72. - Date de dernière mise à jour : 1er septembre 2019. | | | | | | | | |
| 372   | Dernière actualisation : — | | | | | | | | |
| 373   | Laréole — Château / Cadours — La Halle ⥋ Toulouse — Gare Routière | Laréole — Château / Cadours — La Halle ⥋ Toulouse — Gare Routière | Laréole — Château / Cadours — La Halle ⥋ Toulouse — Gare Routière | Laréole — Château / Cadours — La Halle ⥋ Toulouse — Gare Routière | Laréole — Château / Cadours — La Halle ⥋ Toulouse — Gare Routière | Laréole — Château / Cadours — La Halle ⥋ Toulouse — Gare Routière | Laréole — Château / Cadours — La Halle ⥋ Toulouse — Gare Routière | Laréole — Château / Cadours — La Halle ⥋ Toulouse — Gare Routière | Laréole — Château / Cadours — La Halle ⥋ Toulouse — Gare Routière |
| 373   | Ouverture / Fermeture — / — | Longueur 45 km | Durée 85-110 min | Nb. d’arrêts 20 | Matériel Mercedes Integro Renault Tracer Irisbus Ares Irisbus Arway | Jours de fonctionnement L, Ma, Me, J, V, S, D | Jour / Soir / Nuit / Fêtes O / N / N / N | Voy. / an — | Exploitant |
| 373   | Desserte : - Villes et lieux desservis : Laréole, Cadours, Caubiac, Le Grès, Pelleport, Launac, Thil, Bretx, Saint-Paul-sur-Save, Montaigut-sur-Save, Daux, Mondonville, Cornebarrieu, Blagnac, Toulouse. - Stations et gares desservies : Marengo-SNCF , Patte-d'Oie , Saint-Cyprien - République , Purpan , Gare de Toulouse-Matabiau, Gare routière de Toulouse. | | | | | | | | |
| 373   | Autre : - Arrêts non accessibles aux UFR : Laréole Château, Cadours La Halle, Caubiac Village, Le Grès Les Vignes de l'Ourme, Launac Anciens-Fossés, Thil Mairie-Eglise, Thil Les Pépils, Saint-Paul-sur-Save Le Château, Montaigut Avenue de Toulouse, Daux Chemin des Châteaux, Cornebarrieu Les Cèdres, Cornebarrieu Latécoère, Blagnac Dewoitine. - Amplitude horaire : La ligne circule du lundi au vendredi de 6h25 à 19h30, le samedi de 7h25 à 19h30 et le dimanche de 15h à 20h45. - Histoire : Avant le 2 septembre 2019, la ligne portait le numéro 73. - Date de dernière mise à jour : 1er septembre 2019.                                                                                          | | | | | | | | |
| 373   | Dernière actualisation : — | | | | | | | | |
| 375   | Buzet-sur-Tarn — Cimetière / Villemur-sur-Tarn — Avenue Churchill ⥋ Fronton — Parking Lycée | Buzet-sur-Tarn — Cimetière / Villemur-sur-Tarn — Avenue Churchill ⥋ Fronton — Parking Lycée                                                                               | Buzet-sur-Tarn — Cimetière / Villemur-sur-Tarn — Avenue Churchill ⥋ Fronton — Parking Lycée                                                                               | Buzet-sur-Tarn — Cimetière / Villemur-sur-Tarn — Avenue Churchill ⥋ Fronton — Parking Lycée                                                                               | Buzet-sur-Tarn — Cimetière / Villemur-sur-Tarn — Avenue Churchill ⥋ Fronton — Parking Lycée                                                                               | Buzet-sur-Tarn — Cimetière / Villemur-sur-Tarn — Avenue Churchill ⥋ Fronton — Parking Lycée                                                                               | Buzet-sur-Tarn — Cimetière / Villemur-sur-Tarn — Avenue Churchill ⥋ Fronton — Parking Lycée                                                                               | Buzet-sur-Tarn — Cimetière / Villemur-sur-Tarn — Avenue Churchill ⥋ Fronton — Parking Lycée                                                                               | Buzet-sur-Tarn — Cimetière / Villemur-sur-Tarn — Avenue Churchill ⥋ Fronton — Parking Lycée                                                                               |
| 375   | Ouverture / Fermeture — / — | Longueur 25 km | Durée 20-40 min | Nb. d’arrêts 13 | Matériel Mercedes Integro Renault Tracer Irisbus Ares Irisbus Arway | Jours de fonctionnement L, Ma, Me, J, V | Jour / Soir / Nuit / Fêtes O / N / N / N | Voy. / an — | Exploitant |
| 375   | Desserte : - Villes et lieux desservis : Buzet-sur-Tarn, Bessières, Mirepoix-sur-Tarn, Layrac-sur-Tarn, Bondigoux, Villemur-sur-Tarn, Villaudric, Fronton (Lycée Pierre Bourdieu). | | | | | | | | |
| 375   | Autre : - Arrêts non accessibles aux UFR : Mirepoix Place de La République, Layrac Mairie, Villemur Avenue Churchill, Villemur Leclerc, Villemur Victor Hugo, Villaudric Mairie. - Amplitudes horaires : La ligne fonctionne du lundi au vendredi de 6h55 à 18h40. - Particularités : Cette ligne est utilisée essentiellement dans le cadre des transports scolaires vers le lycée Pierre Bourdieu de Fronton. - Histoire : Avant le 2 septembre 2019, la ligne portait le numéro 75. - Date de dernière mise à jour : 1er septembre 2019. | | | | | | | | |
| 375   | Dernière actualisation : — | | | | | | | | |
| 376   | Verfeil — Collège J. Gay ⥋ Balma — Balma – Gramont | Verfeil — Collège J. Gay ⥋ Balma — Balma – Gramont | Verfeil — Collège J. Gay ⥋ Balma — Balma – Gramont | Verfeil — Collège J. Gay ⥋ Balma — Balma – Gramont | Verfeil — Collège J. Gay ⥋ Balma — Balma – Gramont | Verfeil — Collège J. Gay ⥋ Balma — Balma – Gramont | Verfeil — Collège J. Gay ⥋ Balma — Balma – Gramont | Verfeil — Collège J. Gay ⥋ Balma — Balma – Gramont | Verfeil — Collège J. Gay ⥋ Balma — Balma – Gramont |
| 376   | Ouverture / Fermeture — / — | Longueur 25 km | Durée 20-30 min | Nb. d’arrêts 11 | Matériel Mercedes Integro Renault Tracer Irisbus Ares Irisbus Arway | Jours de fonctionnement L, Ma, Me, J, V | Jour / Soir / Nuit / Fêtes O / N / N / N | Voy. / an — | Exploitant |
| 376   | Desserte : - Villes et lieux desservis : Verfeil (Collège J. Gay), Saint-Marcel-Paulel, Lavalette (Clinique), Beaupuy, Montrabé, Balma, Toulouse (Lycée Hessel). - Station desservie : Balma – Gramont | | | | | | | | |
| 376   | Autre : - Arrêts non accessibles aux UFR : Verfeil Collège J. Gay, Verfeil Mairie, Verfeil Gendarmerie, Lavalette Saint-Jean, Beaupuy Mairie, Montrabé Mairie. - Amplitudes horaires : La ligne fonctionne du lundi au vendredi de 6h45 à 19h40 et le samedi de 7h10 à 19h05. - Particularités : Certains services du matin et du soir desservent, après le terminus de Balma – Gramont, les lycées Jolimont et le Caousou. - Histoire : Avant le 2 septembre 2019, la ligne portait le numéro 76. - Date de dernière mise à jour : 1er septembre 2019. | | | | | | | | |
| 376   | Dernière actualisation : — | | | | | | | | |
| 377   | Grisolles — La Halle / Ondes — Lepa Parking / Castelnau-d'Estrétefonds — Mairie ⥋ Toulouse — Lycée Toulouse Lautrec / Gare Routière | Grisolles — La Halle / Ondes — Lepa Parking / Castelnau-d'Estrétefonds — Mairie ⥋ Toulouse — Lycée Toulouse Lautrec / Gare Routière                                       | Grisolles — La Halle / Ondes — Lepa Parking / Castelnau-d'Estrétefonds — Mairie ⥋ Toulouse — Lycée Toulouse Lautrec / Gare Routière                                       | Grisolles — La Halle / Ondes — Lepa Parking / Castelnau-d'Estrétefonds — Mairie ⥋ Toulouse — Lycée Toulouse Lautrec / Gare Routière                                       | Grisolles — La Halle / Ondes — Lepa Parking / Castelnau-d'Estrétefonds — Mairie ⥋ Toulouse — Lycée Toulouse Lautrec / Gare Routière                                       | Grisolles — La Halle / Ondes — Lepa Parking / Castelnau-d'Estrétefonds — Mairie ⥋ Toulouse — Lycée Toulouse Lautrec / Gare Routière                                       | Grisolles — La Halle / Ondes — Lepa Parking / Castelnau-d'Estrétefonds — Mairie ⥋ Toulouse — Lycée Toulouse Lautrec / Gare Routière                                       | Grisolles — La Halle / Ondes — Lepa Parking / Castelnau-d'Estrétefonds — Mairie ⥋ Toulouse — Lycée Toulouse Lautrec / Gare Routière                                       | Grisolles — La Halle / Ondes — Lepa Parking / Castelnau-d'Estrétefonds — Mairie ⥋ Toulouse — Lycée Toulouse Lautrec / Gare Routière                                       |
| 377   | Ouverture / Fermeture — / — | Longueur 32 km | Durée 30-70 min | Nb. d’arrêts 20 | Matériel Mercedes Intouro Irisbus Arway | Jours de fonctionnement L, Ma, Me, J, V | Jour / Soir / Nuit / Fêtes O / N / N / N | Voy. / an — | Exploitant |
| 377   | Desserte : - Villes et lieux desservis : Grisolles, Pompignan, Saint-Rustice, Grenade, Ondes (Lycée Agricole), Castelnau-d'Estrétefonds (Gare), Saint-Jory, Lespinasse, Fenouillet, Villeneuve-lès-Bouloc (Eurocentre Sud), Toulouse (Lycée Toulouse Lautrec, Gare de Lacourtensourt). - Stations et gares desservies : Gare de Castelnau-d'Estrétefonds, Gare de Lacourtensourt, Barrière-de-Paris, Marengo-SNCF , Gare de Toulouse-Matabiau, Gare routière de Toulouse. | | | | | | | | |
| 377   | Autre : - Arrêts non accessibles aux UFR : Grisolles La Halle, Pompignan Mairie, Saint-Rustice Foyer Rural, Saint-Rustice, La Serfailhère, Grenade Mairie, Ondes Lepa Parking, Ondes Lycée Agricole, Castelnau Mairie, Saint-Jory Gendarmerie, Saint-Jory Centre, Lespinasse Les Vitarelles, Fenouillet Triage, Fenouillet Saint-Gobain, Toulouse Lacourtensourt Gare Sncf, Toulouse Gutenberg. - Amplitudes horaires : La ligne fonctionne du lundi au vendredi de 6h30 à 19h50. - Histoire : Avant le 2 septembre 2019, la ligne portait le numéro 77. - Date de dernière mise à jour : 1er septembre 2019. | | | | | | | | |
| 377   | Dernière actualisation : — | | | | | | | | |
| 379   | Lavelanet-de-Comminges — Tachoire / Saint-Julien-sur-Garonne — Village / Mauran — Salle des Fêtes / Saint-Martory — Syndicat d'initiative ⥋ Saint-Gaudens — Jardin Public | Lavelanet-de-Comminges — Tachoire / Saint-Julien-sur-Garonne — Village / Mauran — Salle des Fêtes / Saint-Martory — Syndicat d'initiative ⥋ Saint-Gaudens — Jardin Public | Lavelanet-de-Comminges — Tachoire / Saint-Julien-sur-Garonne — Village / Mauran — Salle des Fêtes / Saint-Martory — Syndicat d'initiative ⥋ Saint-Gaudens — Jardin Public | Lavelanet-de-Comminges — Tachoire / Saint-Julien-sur-Garonne — Village / Mauran — Salle des Fêtes / Saint-Martory — Syndicat d'initiative ⥋ Saint-Gaudens — Jardin Public | Lavelanet-de-Comminges — Tachoire / Saint-Julien-sur-Garonne — Village / Mauran — Salle des Fêtes / Saint-Martory — Syndicat d'initiative ⥋ Saint-Gaudens — Jardin Public | Lavelanet-de-Comminges — Tachoire / Saint-Julien-sur-Garonne — Village / Mauran — Salle des Fêtes / Saint-Martory — Syndicat d'initiative ⥋ Saint-Gaudens — Jardin Public | Lavelanet-de-Comminges — Tachoire / Saint-Julien-sur-Garonne — Village / Mauran — Salle des Fêtes / Saint-Martory — Syndicat d'initiative ⥋ Saint-Gaudens — Jardin Public | Lavelanet-de-Comminges — Tachoire / Saint-Julien-sur-Garonne — Village / Mauran — Salle des Fêtes / Saint-Martory — Syndicat d'initiative ⥋ Saint-Gaudens — Jardin Public | Lavelanet-de-Comminges — Tachoire / Saint-Julien-sur-Garonne — Village / Mauran — Salle des Fêtes / Saint-Martory — Syndicat d'initiative ⥋ Saint-Gaudens — Jardin Public |
| 379   | Ouverture / Fermeture — / — | Longueur 120 km | Durée 30-85 min | Nb. d’arrêts 23 | Matériel Mercedes Intouro Irisbus Arway | Jours de fonctionnement L, Ma, Me, J, V | Jour / Soir / Nuit / Fêtes O / N / N / N | Voy. / an — | Exploitant Ducos |
| 379   | Desserte : - Villes et lieux desservis : Lavelanet-de-Comminges, Saint-Julien-sur-Garonne, Gensac-sur-Garonne, Mauran, Couladère, Cazères, Palaminy, Martres-Tolosane, Boussens, Mancioux, Saint-Martory, Lestelle-de-Saint-Martory, Beauchalot, Saint-Gaudens (Lycée Bagatelle, Lycée Agricole). | | | | | | | | |
| 379   | Autre : - Arrêts non accessibles aux UFR : Lavelanet Tachoire, Lavelanet Château-d'Eau, Saint-Julien Village, Mauran Salle des Fêtes, Gensac Le Plan d'Eau, Couladere Pont, Couladere Village, Cazères Colbato, Cazères Jean Jaurès, Palaminy Centre, Martres La Rivière, Boussens Sansonnet, Mancioux Eglise, Saint-Martory Syndicat d'Initiatives, Lestelle-de-Saint-Martory Village, Beauchalot Le Baron, Saint-Gaudens Lycée Agricole, Saint-Gaudens Renaissance. - Amplitudes horaires : La ligne fonctionne du lundi au vendredi de 6h25 à 18h25 et le samedi de 7h50 à 18h15. - Histoire : Avant le 2 septembre 2019, la ligne portait le numéro 79. - Date de dernière mise à jour : 1er septembre 2019. | | | | | | | | |
| 379   | Dernière actualisation : — | | | | | | | | |

### Lignes 380 à 389
| Ligne | Caractéristiques | Caractéristiques                                                                                                | Caractéristiques                                                                                                | Caractéristiques                                                                                                | Caractéristiques                                                                                                | Caractéristiques                                                                                                | Caractéristiques                                                                                                | Caractéristiques                                                                                                | Caractéristiques                                                                                                |
| 380   | Cazères — Jean Jaurès ⥋ Noé — Centre Commercial / Toulouse — Gare Routière | Cazères — Jean Jaurès ⥋ Noé — Centre Commercial / Toulouse — Gare Routière                                      | Cazères — Jean Jaurès ⥋ Noé — Centre Commercial / Toulouse — Gare Routière                                      | Cazères — Jean Jaurès ⥋ Noé — Centre Commercial / Toulouse — Gare Routière                                      | Cazères — Jean Jaurès ⥋ Noé — Centre Commercial / Toulouse — Gare Routière                                      | Cazères — Jean Jaurès ⥋ Noé — Centre Commercial / Toulouse — Gare Routière                                      | Cazères — Jean Jaurès ⥋ Noé — Centre Commercial / Toulouse — Gare Routière                                      | Cazères — Jean Jaurès ⥋ Noé — Centre Commercial / Toulouse — Gare Routière                                      | Cazères — Jean Jaurès ⥋ Noé — Centre Commercial / Toulouse — Gare Routière                                      |
| ----- | --- | --- | --- | --- | --- | --- | --- | --- | --- |
| 380   | Ouverture / Fermeture — / — | Longueur 57 km                                                                                                  | Durée 30-110 min                                                                                                | Nb. d’arrêts 20                                                                                                 | Matériel Renault Tracer Mercedes Integro Irisbus Ares Irisbus Arway                                             | Jours de fonctionnement L, Ma, Me, J, V                                                                         | Jour / Soir / Nuit / Fêtes O / N / N / N                                                                        | Voy. / an — | Exploitant |
| 380   | Desserte : - Villes et lieux desservis : Cazères, Saint-Julien-sur-Garonne, Salles-sur-Garonne, Carbonne, Marquefave, Capens, Noé (Centre Commercial), Mauzac, Le Fauga, Muret (Gare de Muret), Roques-sur-Garonne (Centre Commercial), Portet-sur-Garonne (Centre Commercial), Toulouse. - Station et gares desservies : Gare de Muret, Marengo-SNCF , Gare de Toulouse-Matabiau, Gare routière de Toulouse. | | | | | | | | |
| 380   | Autre : - Arrêts non accessibles aux UFR : Cazères Jean Jaurès, Saint-Julien Village, Salles-sur-Garonne Mairie, Carbonne Jardin Public, Noé Sainte-Marie, Mauzac Pont, Le Fauga Luxembourg, Muret Debat Ponsan, Roques Centre Commercial, Portet Centre Commercial. - Amplitudes horaires : La ligne fonctionne du lundi au vendredi de 6h30 à 18h20. - Histoire : Avant le 2 septembre 2019, la ligne portait le numéro 80. - Date de dernière mise à jour : 1er septembre 2019. | | | | | | | | |
| 380   | Dernière actualisation : — | | | | | | | | |
| 381   | Le Faget — Eglise ⥋ Balma — Balma – Gramont | Le Faget — Eglise ⥋ Balma — Balma – Gramont                                                                     | Le Faget — Eglise ⥋ Balma — Balma – Gramont                                                                     | Le Faget — Eglise ⥋ Balma — Balma – Gramont                                                                     | Le Faget — Eglise ⥋ Balma — Balma – Gramont                                                                     | Le Faget — Eglise ⥋ Balma — Balma – Gramont                                                                     | Le Faget — Eglise ⥋ Balma — Balma – Gramont                                                                     | Le Faget — Eglise ⥋ Balma — Balma – Gramont                                                                     | Le Faget — Eglise ⥋ Balma — Balma – Gramont                                                                     |
| 381   | Ouverture / Fermeture — / — | Longueur 35 km                                                                                                  | Durée 45 min | Nb. d’arrêts 16                                                                                                 | Matériel Mercedes Intouro Irisbus Arway                                                                         | Jours de fonctionnement L, Ma, Me, J, V                                                                         | Jour / Soir / Nuit / Fêtes O / N / N / N                                                                        | Voy. / an — | Exploitant Keolis Garonne                                                                                       |
| 381   | Desserte : - Villes et lieux desservis : Le Faget, Loubens-Lauragais, Vendine, Francarville, Saussens, Bourg-Saint-Bernard, Vallesvilles, Drémil-Lafage, Gauré, Lavalette, Pin-Balma, Balma. - Station desservie : Balma – Gramont | | | | | | | | |
| 381   | Autre : - Arrêts non accessibles aux UFR : Le Faget Eglise, Le Faget Maydanel, Loubens-Lauragais En Pinel, Francarville Le Moulin, Saussens Mairie, Bourg-Saint-Bernard Eglise, Bourg-Saint-Bernard Mairie, Vallesvilles La Tuilerie, Vallesvilles Montplaisir, Drémil Beaupuy, Gaure Village, Gaure Mairie, Lavalette Les Laques, Pin-Balma La Ginestière. - Amplitudes horaires : La ligne fonctionne du lundi au vendredi de 6h25 à 19h10. - Histoire : Avant le 2 septembre 2019, la ligne portait le numéro 81. - Date de dernière mise à jour : 1er septembre 2019. | | | | | | | | |
| 381   | Dernière actualisation : — | | | | | | | | |
| 383   | Salles-sur-l'Hers — Place Marengo / Ayguesvives — Collège ⥋ Toulouse — Université Paul Sabatier / Gare Routière | Salles-sur-l'Hers — Place Marengo / Ayguesvives — Collège ⥋ Toulouse — Université Paul Sabatier / Gare Routière | Salles-sur-l'Hers — Place Marengo / Ayguesvives — Collège ⥋ Toulouse — Université Paul Sabatier / Gare Routière | Salles-sur-l'Hers — Place Marengo / Ayguesvives — Collège ⥋ Toulouse — Université Paul Sabatier / Gare Routière | Salles-sur-l'Hers — Place Marengo / Ayguesvives — Collège ⥋ Toulouse — Université Paul Sabatier / Gare Routière | Salles-sur-l'Hers — Place Marengo / Ayguesvives — Collège ⥋ Toulouse — Université Paul Sabatier / Gare Routière | Salles-sur-l'Hers — Place Marengo / Ayguesvives — Collège ⥋ Toulouse — Université Paul Sabatier / Gare Routière | Salles-sur-l'Hers — Place Marengo / Ayguesvives — Collège ⥋ Toulouse — Université Paul Sabatier / Gare Routière | Salles-sur-l'Hers — Place Marengo / Ayguesvives — Collège ⥋ Toulouse — Université Paul Sabatier / Gare Routière |
| 383   | Ouverture / Fermeture — / — | Longueur 50 km                                                                                                  | Durée 30-105 min                                                                                                | Nb. d’arrêts 20                                                                                                 | Matériel Iveco Bus Crossway Irisbus Arway Mercedes Intouro                                                      | Jours de fonctionnement L, Ma, Me, J, V, S                                                                      | Jour / Soir / Nuit / Fêtes O / N / N / N                                                                        | Voy. / an — | Exploitant Keolis Garonne                                                                                       |
| 383   | Desserte : - Villes et lieux desservis : Salles-sur-l'Hers, Saint-Michel-de-Lanès, Beauteville, Montclar-Lauragais, Renneville, Gardouch, Vieillevigne, Montesquieu-Lauragais, Ayguesvives (Collège), Montgiscard, Donneville, Deyme, Pompertuzat, Péchabou, Castanet-Tolosan, Auzeville-Tolosane (Lycée Agricole), Ramonville-Saint-Agne, Toulouse. - Stations et gare desservies : Université-Paul-Sabatier , Saouzelong , Marengo-SNCF , Gare de Toulouse-Matabiau, Gare routière de Toulouse. | | | | | | | | |
| 383   | Autre : - Arrêts non accessibles aux UFR : Salles-sur-l'Hers Place Marengo, Saint-Michel Centre, Beauteville Labarraque, Montclar Le Châtelet, Renneville Tirane, Gardouch Poids Public, Montesquieu Monument, Montgiscard L'Ecluse, Donneville Mairie, Deyme Les Violettes, Pompertuzat Rodoloze, Ramonville Pastourelles, Toulouse Barrau. - Amplitudes horaires : La ligne fonctionne du lundi au vendredi de 6h45 à 19h20 et le samedi de 7h à 13h35. - Particularités : Un service le matin et un le soir desservent, à la place du terminus de la gare routière, les lycées Saint-Joseph et le Caousou. - Histoire : Avant le 2 septembre 2019, la ligne portait le numéro 83. - Date de dernière mise à jour : 1er septembre 2019. | | | | | | | | |
| 383   | Dernière actualisation : — | | | | | | | | |
| 386   | Villefranche-de-Lauragais — République ⥋ Toulouse — Gare Routière | Villefranche-de-Lauragais — République ⥋ Toulouse — Gare Routière                                               | Villefranche-de-Lauragais — République ⥋ Toulouse — Gare Routière                                               | Villefranche-de-Lauragais — République ⥋ Toulouse — Gare Routière                                               | Villefranche-de-Lauragais — République ⥋ Toulouse — Gare Routière                                               | Villefranche-de-Lauragais — République ⥋ Toulouse — Gare Routière                                               | Villefranche-de-Lauragais — République ⥋ Toulouse — Gare Routière                                               | Villefranche-de-Lauragais — République ⥋ Toulouse — Gare Routière                                               | Villefranche-de-Lauragais — République ⥋ Toulouse — Gare Routière                                               |
| 386   | Ouverture / Fermeture — / — | Longueur 36 km                                                                                                  | Durée 65-75 min                                                                                                 | Nb. d’arrêts 14                                                                                                 | Matériel Irisbus Arway Mercedes Intouro                                                                         | Jours de fonctionnement L, Ma, Me, J, V                                                                         | Jour / Soir / Nuit / Fêtes O / N / N / N                                                                        | Voy. / an — | Exploitant Keolis Garonne                                                                                       |
| 386   | Desserte : - Villes et lieux desservis : Villefranche-de-Lauragais, Montgaillard-Lauragais, Villenouvelle, Baziège, Montlaur, Belberaud, Escalquens, Labège, Toulouse. - Station et gares desservies : Marengo-SNCF , Gare de Toulouse-Matabiau, Gare routière de Toulouse. | | | | | | | | |
| 386   | Autre : - Arrêts non accessibles aux UFR : Villefranche République, Villenouvelle La Bascule, Baziège Poste, Montlaur Village, Belberaud Mairie, Escalquens Cousquille, Toulouse Barrau. - Amplitudes horaires : La ligne fonctionne du lundi au vendredi de 6h45 à 19h05. - Histoire : Avant le 2 septembre 2019, la ligne portait le numéro 86. - Date de dernière mise à jour : 1er septembre 2019. | | | | | | | | |
| 386   | Dernière actualisation : — | | | | | | | | |
| 388   | Grenade — Saint-Caprais / Mairie ⥋ Toulouse — Basso Cambo / Gare Routière | Grenade — Saint-Caprais / Mairie ⥋ Toulouse — Basso Cambo / Gare Routière                                       | Grenade — Saint-Caprais / Mairie ⥋ Toulouse — Basso Cambo / Gare Routière                                       | Grenade — Saint-Caprais / Mairie ⥋ Toulouse — Basso Cambo / Gare Routière                                       | Grenade — Saint-Caprais / Mairie ⥋ Toulouse — Basso Cambo / Gare Routière                                       | Grenade — Saint-Caprais / Mairie ⥋ Toulouse — Basso Cambo / Gare Routière                                       | Grenade — Saint-Caprais / Mairie ⥋ Toulouse — Basso Cambo / Gare Routière                                       | Grenade — Saint-Caprais / Mairie ⥋ Toulouse — Basso Cambo / Gare Routière                                       | Grenade — Saint-Caprais / Mairie ⥋ Toulouse — Basso Cambo / Gare Routière                                       |
| 388   | Ouverture / Fermeture — / — | Longueur 27 km                                                                                                  | Durée 55-75 min                                                                                                 | Nb. d’arrêts 25                                                                                                 | Matériel Irisbus Arway Mercedes Intouro                                                                         | Jours de fonctionnement L, Ma, Me, J, V, S, D                                                                   | Jour / Soir / Nuit / Fêtes O / N / N / N                                                                        | Voy. / an — | Exploitant Les courriers de la Garonne                                                                          |
| 388   | Desserte : - Villes et lieux desservis : Grenade, Ondes (Lycée Agricole), Merville, Seilh, Beauzelle (Centre Commercial, AéroConstellation), Blagnac (Aéroport de Toulouse-Blagnac), Toulouse. - Stations et gares desservies : Basso Cambo , Marengo-SNCF , Compans-Caffarelli , AéroConstellation , Aéroport | | | | | | | | |
| 388   | Autre : - Arrêts non accessibles aux UFR : Ondes Lycée Agricole, Ondes Mairie, Grenade Mairie, Grenade Saint-Sulpice, Grenade Proxima, Merville Pedauco, Seilh Ferral Bayes, Seilh Golf, Beauzelle Centre Commercial, Beauzelle Barricou, Beauzelle Carrière, Blagnac Lagardère, Blagnac Dewoitine, Blganac Place du Relais. - Amplitudes horaires : La ligne fonctionne du lundi au vendredi de 6h45 à 19h05, le samedi de 7h à 19h05 et le dimanche de 18h10 à 20h10. - Histoire : Avant le 2 septembre 2019, la ligne portait le numéro 88. - Date de dernière mise à jour : 1er septembre 2019. | | | | | | | | |
| 388   | Dernière actualisation : — | | | | | | | | |

### Lignes 390 à 399
| Ligne | Caractéristiques | Caractéristiques | Caractéristiques | Caractéristiques | Caractéristiques | Caractéristiques | Caractéristiques | Caractéristiques | Caractéristiques |
| 391   | Alan — Église / Aurignac — Poste ⥋ Saint-Gaudens — Renaissance / Lycée Bagatelle | Alan — Église / Aurignac — Poste ⥋ Saint-Gaudens — Renaissance / Lycée Bagatelle                                       | Alan — Église / Aurignac — Poste ⥋ Saint-Gaudens — Renaissance / Lycée Bagatelle                                       | Alan — Église / Aurignac — Poste ⥋ Saint-Gaudens — Renaissance / Lycée Bagatelle                                       | Alan — Église / Aurignac — Poste ⥋ Saint-Gaudens — Renaissance / Lycée Bagatelle                                       | Alan — Église / Aurignac — Poste ⥋ Saint-Gaudens — Renaissance / Lycée Bagatelle                                       | Alan — Église / Aurignac — Poste ⥋ Saint-Gaudens — Renaissance / Lycée Bagatelle                                       | Alan — Église / Aurignac — Poste ⥋ Saint-Gaudens — Renaissance / Lycée Bagatelle                                       | Alan — Église / Aurignac — Poste ⥋ Saint-Gaudens — Renaissance / Lycée Bagatelle                                       |
| ----- | --- | --- | --- | --- | --- | --- | --- | --- | --- |
| 391   | Ouverture / Fermeture — / — | Longueur 38 km | Durée 30-50 min | Nb. d’arrêts 16 | Matériel — | Jours de fonctionnement L, Ma, Me, J, V                                                                                | Jour / Soir / Nuit / Fêtes O / N / N / N                                                                               | Voy. / an — | Exploitant Boubée Voyages                                                                                              |
| 391   | Desserte : - Villes et lieux desservis : Alan, Montoulieu-Saint-Bernard, Aurignac, Saint-Élix-Séglan, Aulon, Latoue, Lieoux, Saint-Gaudens (Lycée Agricole, Lycée Bagatelle, Collège Leclerc). - Gare desservie : — | | | | | | | | |
| 391   | Autre : - Arrêts non accessibles aux UFR : Alan Eglise, Montoulieu Notre Dame St Bernard, Montoulieu Camp d'Armas, Aurignac Poste, Saint-Elix Le Château, Saint-Elix Seglan, Aulon Place, Lieoux, Saint-Gaudens Route de Saint-Marcet, Saint-Gaudens Lycée Agricole, Saint-Gaudens Collège Leclerc. - Amplitudes horaires : La ligne fonctionne du lundi au vendredi de 6h55 à 18h50. - Histoire : Avant le 2 septembre 2019, la ligne portait le numéro 91. - Date de dernière mise à jour : 1er septembre 2019. | | | | | | | | |
| 391   | Dernière actualisation : — | | | | | | | | |
| 392   | Moncaup — Centre / Aspet — Mairie / Collège ⥋ Aspet — Mairie / Saint-Gaudens — Renaissance / Jardin Public | Moncaup — Centre / Aspet — Mairie / Collège ⥋ Aspet — Mairie / Saint-Gaudens — Renaissance / Jardin Public             | Moncaup — Centre / Aspet — Mairie / Collège ⥋ Aspet — Mairie / Saint-Gaudens — Renaissance / Jardin Public             | Moncaup — Centre / Aspet — Mairie / Collège ⥋ Aspet — Mairie / Saint-Gaudens — Renaissance / Jardin Public             | Moncaup — Centre / Aspet — Mairie / Collège ⥋ Aspet — Mairie / Saint-Gaudens — Renaissance / Jardin Public             | Moncaup — Centre / Aspet — Mairie / Collège ⥋ Aspet — Mairie / Saint-Gaudens — Renaissance / Jardin Public             | Moncaup — Centre / Aspet — Mairie / Collège ⥋ Aspet — Mairie / Saint-Gaudens — Renaissance / Jardin Public             | Moncaup — Centre / Aspet — Mairie / Collège ⥋ Aspet — Mairie / Saint-Gaudens — Renaissance / Jardin Public             | Moncaup — Centre / Aspet — Mairie / Collège ⥋ Aspet — Mairie / Saint-Gaudens — Renaissance / Jardin Public             |
| 392   | Ouverture / Fermeture — / — | Longueur 24 km | Durée 35-80 min | Nb. d’arrêts 20 | Matériel — | Jours de fonctionnement L, Ma, Me, J, V                                                                                | Jour / Soir / Nuit / Fêtes O / N / N / N                                                                               | Voy. / an — | Exploitant Transports Taxi Sans                                                                                        |
| 392   | Desserte : - Villes et lieux desservis : Moncaup, Arguenos, Cazaunous, Juzet-d'Izaut, Sengouagnet, Milhas, Aspet (Collège), Soueich, Izaut-de-l'Hôtel, Cabanac-Cazaux, Encausse-les-Thermes, Lespiteau, Rieucazé, Miramont-de-Comminges, Saint-Gaudens (Lycée Bagatelle, Lycée Agricole). - Gare desservie : Saint-Gaudens. | | | | | | | | |
| 392   | Autre : - Arrêts non accessibles aux UFR : Moncaup Centre, Arguenos Village, Cazaunous Les Escoumes, Juzet-d'Izaut Eglise, Sengouagnet Centre, Milhas Mairie, Aspet Collège, Aspet Mairie, Soueich Mairie, Izaut Eglise, Cabanac Eglise, Encausse Thermes, Lespiteau Centre, Rieucaze Dupac, Saint-Gaudens Lycée Agricole, Saint-Gaudens Renaissance. - Amplitudes horaires : La ligne fonctionne du lundi au vendredi de 6h30 à 19h. - Particularités : Pour rejoindre Saint-Gaudens, une correspondance est parfois nécessaire à Aspet Mairie ou Encausse Thermes. - Histoire : Jusqu'au 6 juillet 2019, cette ligne portait le numéro 92. - Date de dernière mise à jour : 7 juillet 2019. | | | | | | | | |
| 392   | Dernière actualisation : — | | | | | | | | |
| 393   | Saléchan — Rn 125 / Melles — Frontière / Sauveterre-de-Comminges — Loô ⥋ Saint-Gaudens — Renaissance / Lycée Bagatelle | Saléchan — Rn 125 / Melles — Frontière / Sauveterre-de-Comminges — Loô ⥋ Saint-Gaudens — Renaissance / Lycée Bagatelle | Saléchan — Rn 125 / Melles — Frontière / Sauveterre-de-Comminges — Loô ⥋ Saint-Gaudens — Renaissance / Lycée Bagatelle | Saléchan — Rn 125 / Melles — Frontière / Sauveterre-de-Comminges — Loô ⥋ Saint-Gaudens — Renaissance / Lycée Bagatelle | Saléchan — Rn 125 / Melles — Frontière / Sauveterre-de-Comminges — Loô ⥋ Saint-Gaudens — Renaissance / Lycée Bagatelle | Saléchan — Rn 125 / Melles — Frontière / Sauveterre-de-Comminges — Loô ⥋ Saint-Gaudens — Renaissance / Lycée Bagatelle | Saléchan — Rn 125 / Melles — Frontière / Sauveterre-de-Comminges — Loô ⥋ Saint-Gaudens — Renaissance / Lycée Bagatelle | Saléchan — Rn 125 / Melles — Frontière / Sauveterre-de-Comminges — Loô ⥋ Saint-Gaudens — Renaissance / Lycée Bagatelle | Saléchan — Rn 125 / Melles — Frontière / Sauveterre-de-Comminges — Loô ⥋ Saint-Gaudens — Renaissance / Lycée Bagatelle |
| 393   | Ouverture / Fermeture — / — | Longueur 54 km | Durée 30-75 min | Nb. d’arrêts 28 | Matériel — | Jours de fonctionnement L, Ma, Me, J, V                                                                                | Jour / Soir / Nuit / Fêtes O / N / N / N                                                                               | Voy. / an — | Exploitant EPTR |
| 393   | Desserte : - Villes et lieux desservis : Melles, Fos, Arlos, Saléchan, Esténos, Cierp-Gaud, Marignac, Saint-Béat, Eup, Chaum, Fronsac, Frontignan-de-Comminges, Antichan-de-Frontignes, Saint-Pé-d'Ardet, Génos, Malvezie, Sauveterre-de-Comminges, Labarthe-Rivière, Valentine, Saint-Gaudens. - Gare desservie : — | | | | | | | | |
| 393   | Autre : - Arrêts non accessibles aux UFR : Saléchan Rn 125, Estenos Mairie, Cierp Cité Douanes, Melles Frontière, Fos Mairie, Arlos Ecoles, Saint-Béat Mairie, Saint-Béat Pont, Chaum Saspis, Fonsac Monument aux morts, Saint-Pé Mairie, Genos Mairie, Malvezie Village, Sauveterre Loô, Sauveterre Bruncan, Sauveterre Loô Goutillette, Labarthe Place Massenet, Labarthe Souc, Valentine Place Auriol, Saint-Gaudens Renaissance, Saint-Gaudens Lycée Agricole. - Amplitudes horaires : La ligne fonctionne du lundi au vendredi de 6h30 à 18h30. - Histoire : Avant le 2 septembre 2019, la ligne portait le numéro 93. - Date de dernière mise à jour : 1er septembre 2019. | | | | | | | | |
| 393   | Dernière actualisation : — | | | | | | | | |
| 394   | Bagnères-de-Luchon — Église ⥋ Gourdan-Polignan — Gare / Saint-Gaudens — Renaissance | Bagnères-de-Luchon — Église ⥋ Gourdan-Polignan — Gare / Saint-Gaudens — Renaissance                                    | Bagnères-de-Luchon — Église ⥋ Gourdan-Polignan — Gare / Saint-Gaudens — Renaissance                                    | Bagnères-de-Luchon — Église ⥋ Gourdan-Polignan — Gare / Saint-Gaudens — Renaissance                                    | Bagnères-de-Luchon — Église ⥋ Gourdan-Polignan — Gare / Saint-Gaudens — Renaissance                                    | Bagnères-de-Luchon — Église ⥋ Gourdan-Polignan — Gare / Saint-Gaudens — Renaissance                                    | Bagnères-de-Luchon — Église ⥋ Gourdan-Polignan — Gare / Saint-Gaudens — Renaissance                                    | Bagnères-de-Luchon — Église ⥋ Gourdan-Polignan — Gare / Saint-Gaudens — Renaissance                                    | Bagnères-de-Luchon — Église ⥋ Gourdan-Polignan — Gare / Saint-Gaudens — Renaissance                                    |
| 394   | Ouverture / Fermeture — / — | Longueur 60 km | Durée 30-75 min | Nb. d’arrêts 39 | Matériel — | Jours de fonctionnement L, Ma, Me, J, V, S                                                                             | Jour / Soir / Nuit / Fêtes O / N / N / N                                                                               | Voy. / an — | Exploitant EPTR |
| 394   | Desserte : - Villes et lieux desservis : Bagnères-de-Luchon, Moustajon, Antignac, Cier-de-Luchon, Cazaux-Layrisse, Lège, Guran, Bachos, Burgalays, Cierp-Gaud, Marignac, Esténos, Saléchan, Bagiry, Galié, Bertren, Luscan, Loures-Barousse, Labroquère, Gourdan-Polignan, Montréjeau, Ausson, Ponlat-Taillebourg, Clarac, Bordes-de-Rivière, Villeneuve-de-Rivière, Ardiège, Labarthe-Rivière, Labarthe-Rivière, Valentine, Saint-Gaudens. - Gares desservies : Luchon, Marignac - Saint-Béat, Montréjeau - Gourdan-Polignan. | | | | | | | | |
| 394   | Autre : - Arrêts non accessibles aux UFR : Bagnères Eglise, Bagnères Gare, Moustajon Les Myrtilles, Antignac Village, Cazaux Village, Bachos Passage à niveau, Cierp-Gaud Centre, Marignac La Gare, Estenos Mairie, Saléchan Rn 125, Siradan Rn 125, Bagiry Rn 125, Bertren Centre, Luscan, Loures Eglise, Labroquère Moulin, Gourdan Lycée, Gourdan Gare, Montréjeau Rd 817, Ausson Rue des écoles, Ausson Rue des serres, Ponlat Mairie, Ponlat Taillebourg, Calarac, Bordes Rd 75a / Ecole, Ardiège, Saint-Gaudens Renaissance. - Amplitudes horaires : La ligne fonctionne du lundi au vendredi de 7h à 20h40. - Particularités : - Une correspondance avec les TER Occitanie vers Toulouse ou Pau est possible à la Gare de Montréjeau - Gourdan-Polignan. - Certains services de cette ligne acceptent les voyageurs munis d'un titre de transport de la SNCF. - Histoire : Jusqu'au 6 juillet 2019, cette ligne portait le numéro 94. - Date de dernière mise à jour : 7 juillet 2019. | | | | | | | | |
| 394   | Dernière actualisation : — | | | | | | | | |
| 395   | Les (Catalogne) — Halte Routière / Melles — Frontière ⥋ Saint-Gaudens — Jardin Public / Gare Sncf | Les (Catalogne) — Halte Routière / Melles — Frontière ⥋ Saint-Gaudens — Jardin Public / Gare Sncf                      | Les (Catalogne) — Halte Routière / Melles — Frontière ⥋ Saint-Gaudens — Jardin Public / Gare Sncf                      | Les (Catalogne) — Halte Routière / Melles — Frontière ⥋ Saint-Gaudens — Jardin Public / Gare Sncf                      | Les (Catalogne) — Halte Routière / Melles — Frontière ⥋ Saint-Gaudens — Jardin Public / Gare Sncf                      | Les (Catalogne) — Halte Routière / Melles — Frontière ⥋ Saint-Gaudens — Jardin Public / Gare Sncf                      | Les (Catalogne) — Halte Routière / Melles — Frontière ⥋ Saint-Gaudens — Jardin Public / Gare Sncf                      | Les (Catalogne) — Halte Routière / Melles — Frontière ⥋ Saint-Gaudens — Jardin Public / Gare Sncf                      | Les (Catalogne) — Halte Routière / Melles — Frontière ⥋ Saint-Gaudens — Jardin Public / Gare Sncf                      |
| 395   | Ouverture / Fermeture — / — | Longueur 40 km | Durée 55-60 min | Nb. d’arrêts 18 | Matériel — | Jours de fonctionnement L, Ma, Me, J, V                                                                                | Jour / Soir / Nuit / Fêtes O / N / N / N                                                                               | Voy. / an — | Exploitant EPTR |
| 395   | Desserte : - Villes et lieux desservis : Les (Catalogne), Melles, Fos, Arlos, Saint-Béat, Eup, Chaum, Fronsac, Ore, Loures-Barousse, Barbazan, Cier-de-Rivière, Ardiège, Labarthe-Rivière, Labarthe-Rivière, Valentine, Saint-Gaudens. - Gare desservie : Saint-Gaudens. | | | | | | | | |
| 395   | Autre : - Arrêts non accessibles aux UFR : Les Halte Routière, Melles Frontière, Fos Mairie, Arlos Ecoles, Saint-Béat Mairie, Chaum Saspis, Fonsac Monument Aux Morts, Ore Rue de Montréjeau, Loures Eglise, Cier Las Verdues, Cier Comminges, Ardiège Mairie, Labarthe Souc. - Amplitudes horaires : La ligne fonctionne du lundi au vendredi de 6h35 à 19h40. - Particularités : - Une correspondance avec les cars vers Vielha et Baqueira, en Espagne, est possible à l'arrêt Les Halte Routière. - Une correspondance avec les trains TER Occitanie en direction de Toulouse est possible à la Gare de Saint-Gaudens. - Histoire : Jusqu'au 6 juillet 2019, cette ligne portait le numéro 95. - Date de dernière mise à jour : 7 juillet 2019. | | | | | | | | |
| 395   | Dernière actualisation : — | | | | | | | | |
| 397   | Mane — Avenue du Couserans ⥋ Saint-Gaudens — Jardin Public | Mane — Avenue du Couserans ⥋ Saint-Gaudens — Jardin Public                                                             | Mane — Avenue du Couserans ⥋ Saint-Gaudens — Jardin Public                                                             | Mane — Avenue du Couserans ⥋ Saint-Gaudens — Jardin Public                                                             | Mane — Avenue du Couserans ⥋ Saint-Gaudens — Jardin Public                                                             | Mane — Avenue du Couserans ⥋ Saint-Gaudens — Jardin Public                                                             | Mane — Avenue du Couserans ⥋ Saint-Gaudens — Jardin Public                                                             | Mane — Avenue du Couserans ⥋ Saint-Gaudens — Jardin Public                                                             | Mane — Avenue du Couserans ⥋ Saint-Gaudens — Jardin Public                                                             |
| 397   | Ouverture / Fermeture — / — | Longueur 53 km | Durée 40-60 min | Nb. d’arrêts 14 | Matériel — | Jours de fonctionnement L, Ma, Me, J, V                                                                                | Jour / Soir / Nuit / Fêtes O / N / N / N                                                                               | Voy. / an — | Exploitant Transports Ducos                                                                                            |
| 397   | Desserte : - Villes et lieux desservis : Mane, Salies-du-Salat, Montsaunès, Figarol, Montespan, Pointis-Inard, Saint-Gaudens (Lycée Bagatelle, Lycée Agricole). - Gare desservie : — | | | | | | | | |
| 397   | Autre : - Arrêts non accessibles aux UFR : Mane Avenue du Couserans, Mane Avenue de Toulouse, Salies Casino, Salies Place Compans, Montespan Les Artigues, Montespan Le Port, Pointis Eglise, Pointis Rouère, Saint-Gaudens Lycée Agricole, Saint-Gaudens Renaissance. - Amplitudes horaires : La ligne fonctionne du lundi au vendredi de 6h50 à 18h50. - Histoire : Avant le 2 septembre 2019, la ligne portait le numéro 97. - Date de dernière mise à jour : 1er septembre 2019. | | | | | | | | |
| 397   | Dernière actualisation : — | | | | | | | | |
| 398   | Montréjeau — Boulevard de Lassus ⥋ Saint-Gaudens — Lycée Bagatelle | Montréjeau — Boulevard de Lassus ⥋ Saint-Gaudens — Lycée Bagatelle                                                     | Montréjeau — Boulevard de Lassus ⥋ Saint-Gaudens — Lycée Bagatelle                                                     | Montréjeau — Boulevard de Lassus ⥋ Saint-Gaudens — Lycée Bagatelle                                                     | Montréjeau — Boulevard de Lassus ⥋ Saint-Gaudens — Lycée Bagatelle                                                     | Montréjeau — Boulevard de Lassus ⥋ Saint-Gaudens — Lycée Bagatelle                                                     | Montréjeau — Boulevard de Lassus ⥋ Saint-Gaudens — Lycée Bagatelle                                                     | Montréjeau — Boulevard de Lassus ⥋ Saint-Gaudens — Lycée Bagatelle                                                     | Montréjeau — Boulevard de Lassus ⥋ Saint-Gaudens — Lycée Bagatelle                                                     |
| 398   | Ouverture / Fermeture — / — | Longueur 33 km | Durée 65-70 min | Nb. d’arrêts 20 | Matériel — | Jours de fonctionnement L, Ma, Me, J, V                                                                                | Jour / Soir / Nuit / Fêtes O / N / N / N                                                                               | Voy. / an — | Exploitant EPTR |
| 398   | Desserte : - Villes et lieux desservis : Montréjeau, Gourdan-Polignan (Lycée), Labroquère, Valcabrère, Saint-Bertrand-de-Comminges, Loures-Barousse, Luscan, Barbazan, Cier-de-Rivière, Ardiège, Labarthe-Rivière, Labarthe-Rivière, Valentine, Saint-Gaudens (Lycée Bagatelle, Lycée Agricole). - Gare desservie : — | | | | | | | | |
| 398   | Autre : - Arrêts non accessibles aux UFR : Montréjeau Boulevard de Lassus, Gourdan Lycée, Labroquère Eglise, Valcabrère Mairie, Saint-Bertrand Ecole, Loures Eglise, Luscan Le Château, Luscan Village, Barbazan Gendarmerie, Cier Las Verdures, Cier Comminges, Ardiège Mairie, Labarthe Souc, Saint-Gaudens Renaissance, Saint-Gaudens Lycée Agricole. - Amplitudes horaires : La ligne fonctionne du lundi au vendredi de 6h35 à 18h35. - Histoire : Avant le 2 septembre 2019, la ligne portait le numéro 98. - Date de dernière mise à jour : 1er septembre 2019. | | | | | | | | |
| 398   | Dernière actualisation : — | | | | | | | | |

## Impact socio-économique

### Trafic
En 2018, 1 705 000 voyages ont été enregistrés sur le réseau, soit un chiffre en légère baisse par rapport à 2017. Parmi eux, 1 040 050 déplacements étaient dits « commerciaux », c'est-à-dire non scolaires, soit 61 % des voyageurs sur le réseau.
On constate une forte augmentation de la fréquentation du réseau Arc-en-Ciel essentiellement entre 2010 et 2013, passant de près de 575 000 voyages commerciaux en 2010 à près d'un million en 2013 : ils ont presque doublé. Cependant, aujourd'hui, le nombre de voyageurs stagne globalement, autour de 1,7 million annuellement. Depuis 2016 cependant, alors que le nombre de voyages commerciaux repartent à la hausse, frôlant le million en 2017 et le dépassant en 2018, les voyages scolaires sont en baisse, essentiellement en raison d'ouverture de lycées en couronne périurbaine, entraînant ainsi une restructuration des services destinés aux scolaires dans ces secteurs.
|                       | 2006*   | 2007*   | 2008*   | 2009*   | 2010*   | 2011*   | 2012      | 2013      | 2014      | 2015      | 2016      | 2017      | 2018      |
| --------------------- | ------- | ------- | ------- | ------- | ------- | ------- | --------- | --------- | --------- | --------- | --------- | --------- | --------- |
| Voyageurs scolaires   |         |         |         |         |         |         | 740 957   | 788 489   | 806 223   | 796 604   | 810 500   | 756 900   | 664 950   |
| Voyageurs commerciaux | 475 450 | 467 476 | 491 319 | 534 047 | 576 775 | 745 732 | 832 134   | 971 407   | 962 869   | 908 909   | 958 000   | 988 100   | 1 040 050 |
| Total                 |         |         |         |         |         |         | 1 573 091 | 1 759 896 | 1 769 092 | 1 705 513 | 1 768 500 | 1 745 000 | 1 705 000 |

* entre 2006 et 2011, le conseil départemental ne communique que le nombre de voyageurs commerciaux.